# McDonald’s

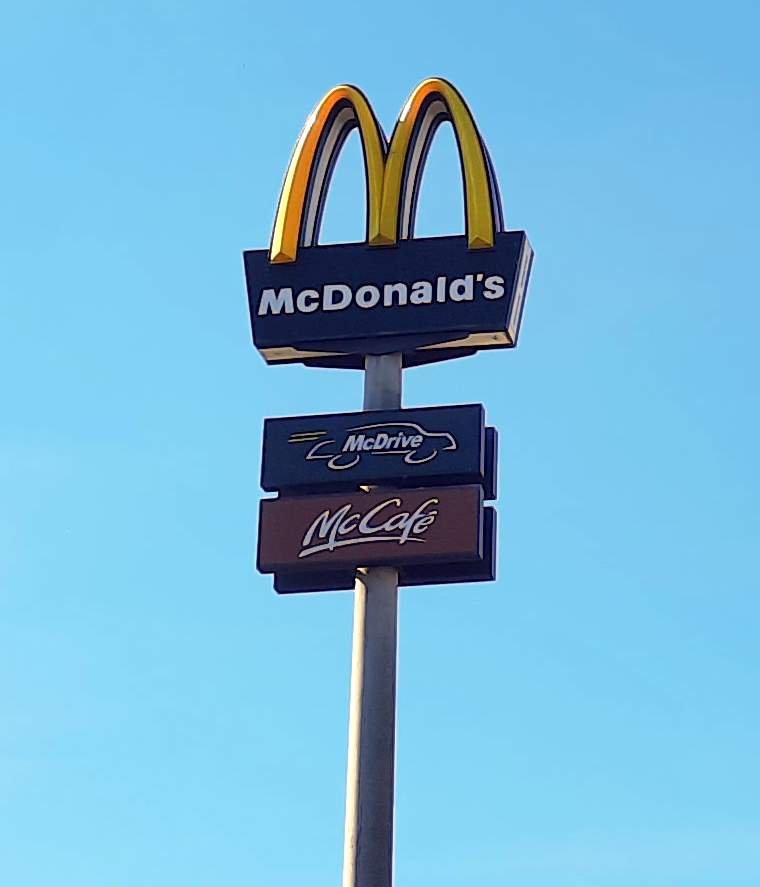
McDonald’s-Logo auf einem Pylon

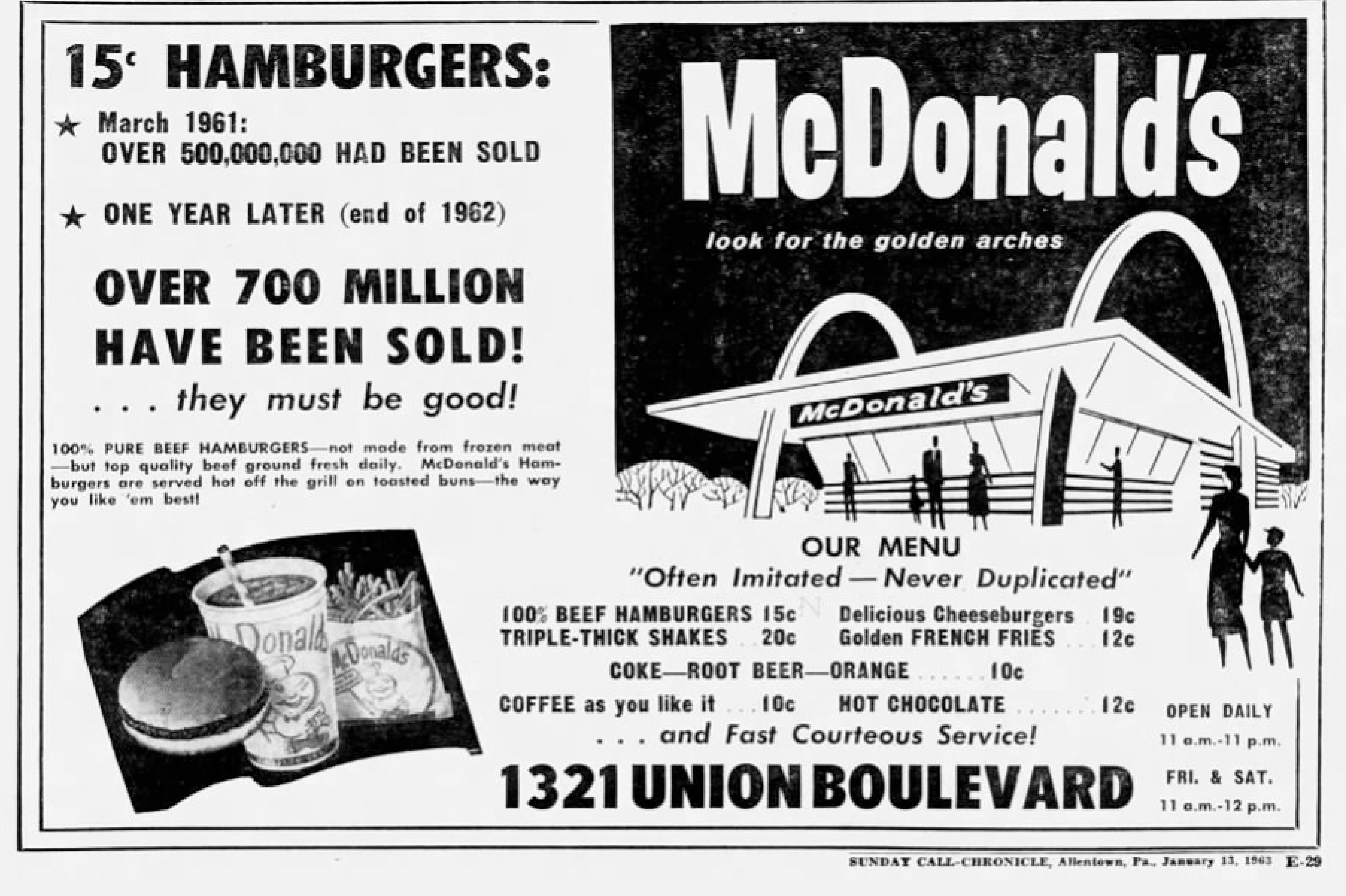
Zeitungsinserat für eine Filiale – mit zwei "goldenen Bögen" – in Allentown, PA, USA (1963)

Die McDonald’s Corporation ist ein US-amerikanischer Betreiber und Franchisegeber von weltweit vertretenen Schnellrestaurants und der umsatzstärkste Fast-Food-Konzern der Welt. Stand Dezember 2023 wurden weltweit über 41.800 Restaurants betrieben.
Das offizielle Maskottchen von McDonald’s ist ein Clown namens Ronald McDonald.

## Geschichte

### Gründung

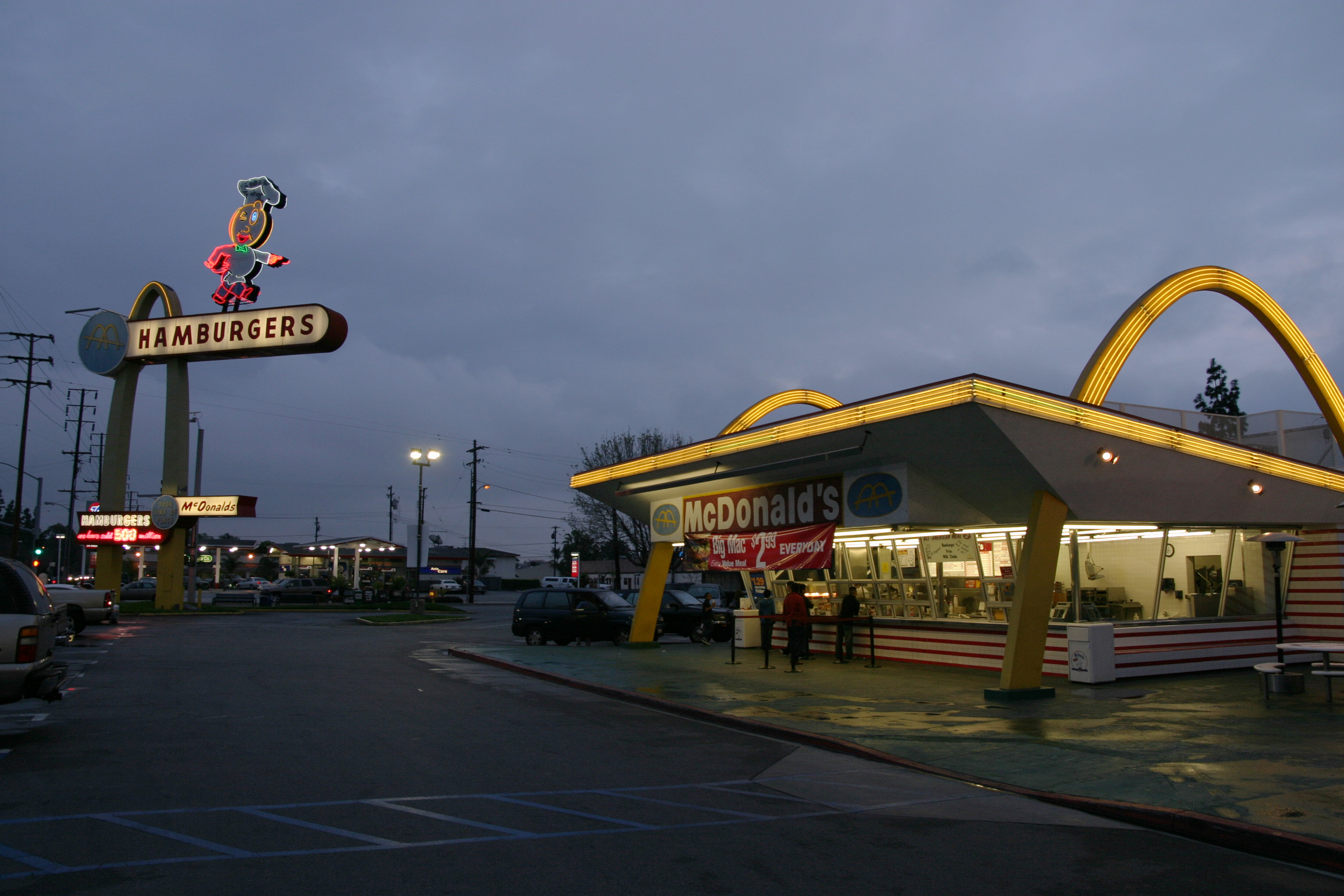
Das McDonald’s-Restaurant in 10207 Lakewood Blvd., Downey (Kalifornien) ist seit 1953 geöffnet und das älteste noch in Betrieb befindliche McDonald’s-Restaurant.

Das erste Restaurant (intern „store(s)“ genannt) wurde am 15. Mai 1940 von den Brüdern Richard und Maurice McDonald („Dick & Mac McDonald – McDonald’s Bar-B-Q“) in San Bernardino, Kalifornien eröffnet. Es wurde nach 1948 bekannt, als die Brüder eine innovative und rationelle Art der Hamburgerzubereitung – das Speedee System – einführten und auf Selbstbedienung umstellten. Neil Fox wurde 1953 erster Franchisenehmer; erstmals zierten die „Golden Arches“ (deutsch „goldene Bögen“) sein Restaurant in Phoenix (Arizona). 1954 trat der Milchshake-Mixer-Verkäufer Ray Kroc an die Brüder McDonald heran, um weitere McDonald’s-Restaurants zu eröffnen, da er von der Effizienz des Restaurants beeindruckt war. Er versuchte, Walt Disney – seinen Kameraden aus Kriegstagen – dazu zu bringen, ihm die Eröffnung eines Schnellrestaurants im damals im Bau befindlichen Disneyland zu erlauben. Als der ablehnte, eröffnete Kroc sein erstes Restaurant in Des Plaines. Die ersten Franchisenehmer rekrutierte er überwiegend aus seinem Freundes- und Bekanntenkreis. Wegen mangelnder Eignung einiger und konzeptioneller Fehler, wie z. B. Zusagen zum Gebietsschutz, drohte das stark expandierende Unternehmen fast unterzugehen. Heute versucht der Konzern in seinen Publikationen, diese kritische Periode weitestgehend auszublenden.
Der Erfolg Krocs beruht auf mehreren Faktoren: zum einen auf einem ausgeklügelten System der Mitbestimmungsrechte der Franchisenehmer bei strategisch bedeutenden Entscheidungen, vor allem bei geplanten Aktionen auf Restaurantebene, zum anderen auf der Entwicklung eines lukrativen Immobilienvermarktungskonzeptes. Ein ursprünglich für die Immobilienerschließung zuständiger Mitarbeiter Krocs, Harry Sonneborn, hatte das Konzept entwickelt, Hamburger- und Immobiliengeschäft untrennbar miteinander zu koppeln, indem McDonald’s zunächst versuchte, den Grund und Boden zu erwerben, auf dem seine Filialen entstehen sollen, und die Franchisenehmer außer der eigentlichen Gebühr auch umsatzabhängige Pachten zahlen mussten. So wurde McDonald’s – wenig beachtet – zugleich eines der weltweit größten Immobilienunternehmen.
Strategische Partnerschaften mit anderen Großkonzernen sicherten die für diese Entwicklung wichtigen „Hamburger-Umsätze“ ab. Beispiele sind die Kooperation mit der Coca-Cola-Company und die enge Beziehung zwischen McDonald’s und Disney. Letztere zeigt sich beispielsweise in den regelmäßigen Kooperationen, wie z. B. filmbezogenen Beigaben zu den HappyMeals und entsprechendem Werbematerial in den Filialen.

Logo von 1968 bis 2006

Der Vertrag mit den McDonald-Brüdern sah vor, dass Kroc für die Expansion der Kette zuständig war, während die Brüder die Kontrolle über die Produktion behielten und an den Gewinnen beteiligt waren. 1961 wurde Kroc zunehmend unzufrieden mit dieser Konstellation. Nach einigen Verhandlungen stimmten die inzwischen wohlhabenden McDonald-Brüder zu, die Rechte an der Marke McDonald’s für 2,7 Mio. US-Dollar an Ray Kroc zu verkaufen. Das Geld hierfür hatte Kroc von mehreren Investoren geliehen, darunter auch ein Investment-Portfolio, an dem die Universität Princeton und einige andere amerikanische Elite-Universitäten beteiligt waren. Der Vertrag erlaubte den Brüdern, ihr Restaurant weiter The Big M zu nennen. Es blieb geöffnet, bis Kroc die Brüder ausbootete, indem er ein McDonald’s-Lokal direkt auf der anderen Straßenseite eröffnete. Wenn die Brüder den ursprünglichen Vertrag beibehalten hätten, der ihnen 0,5 % der jährlichen Einnahmen der Kette garantierte, würden sie heute fast 180 Mio. $ pro Jahr erhalten. Krocs Unternehmen hieß ursprünglich McDonald’s Systems Inc. und wurde 1960 in McDonald’s Corporation umbenannt. 1977 schrieb Kroc seine Autobiographie Grinding It Out.

### Internationale Expansion

Restaurants weltweit

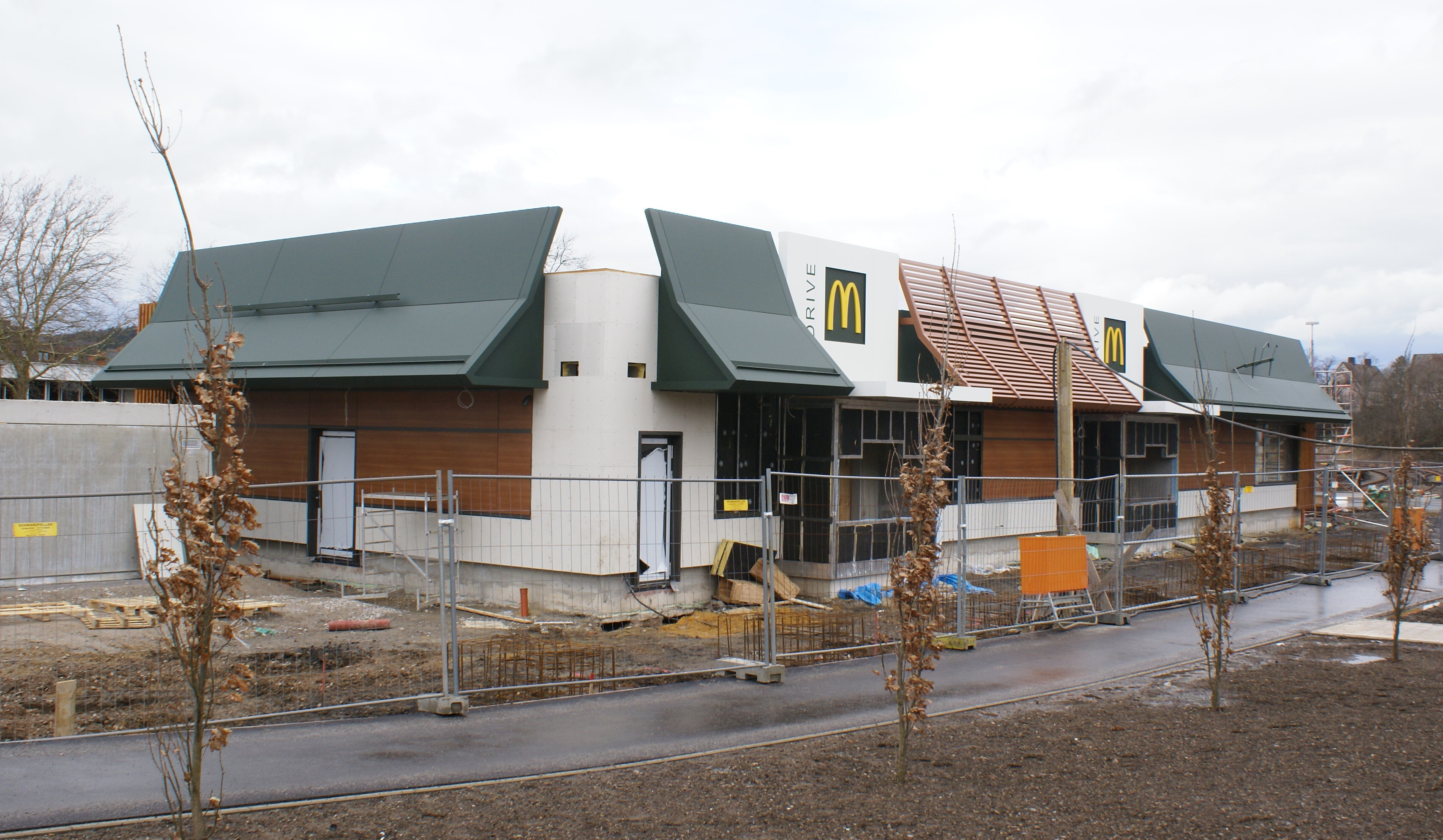
McDonald’s-Filiale Hemer in neuer Farbgebung in Grün

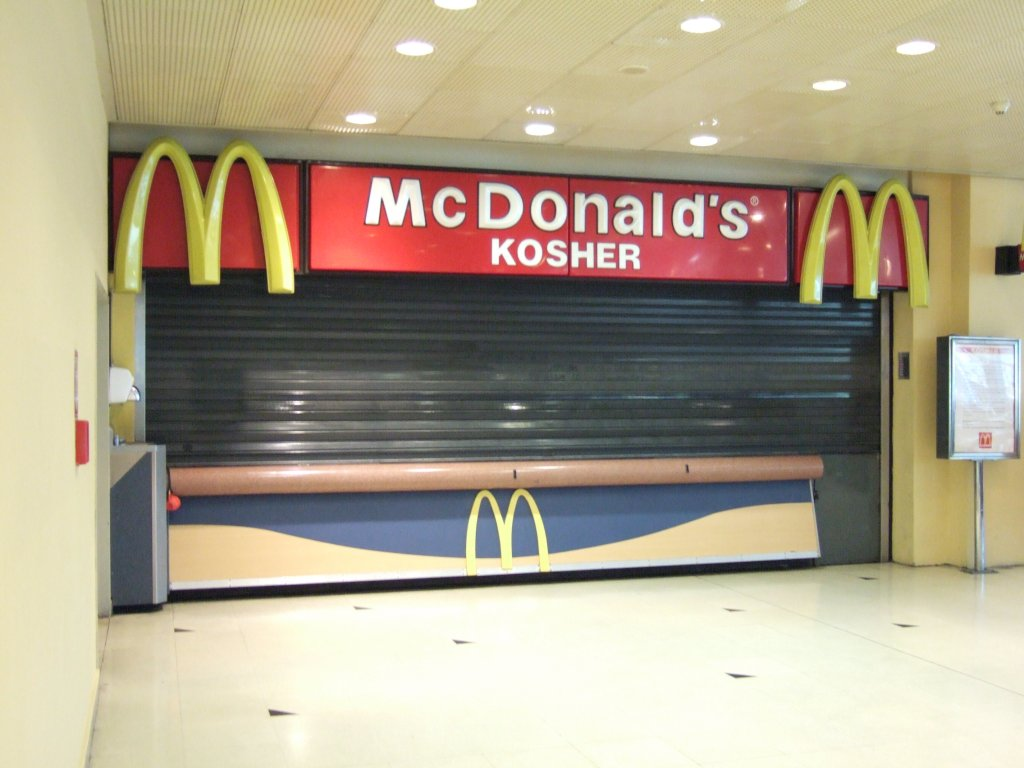
Koscheres McDonald’s-Restaurant in Buenos Aires am Sabbat (daher geschlossen)

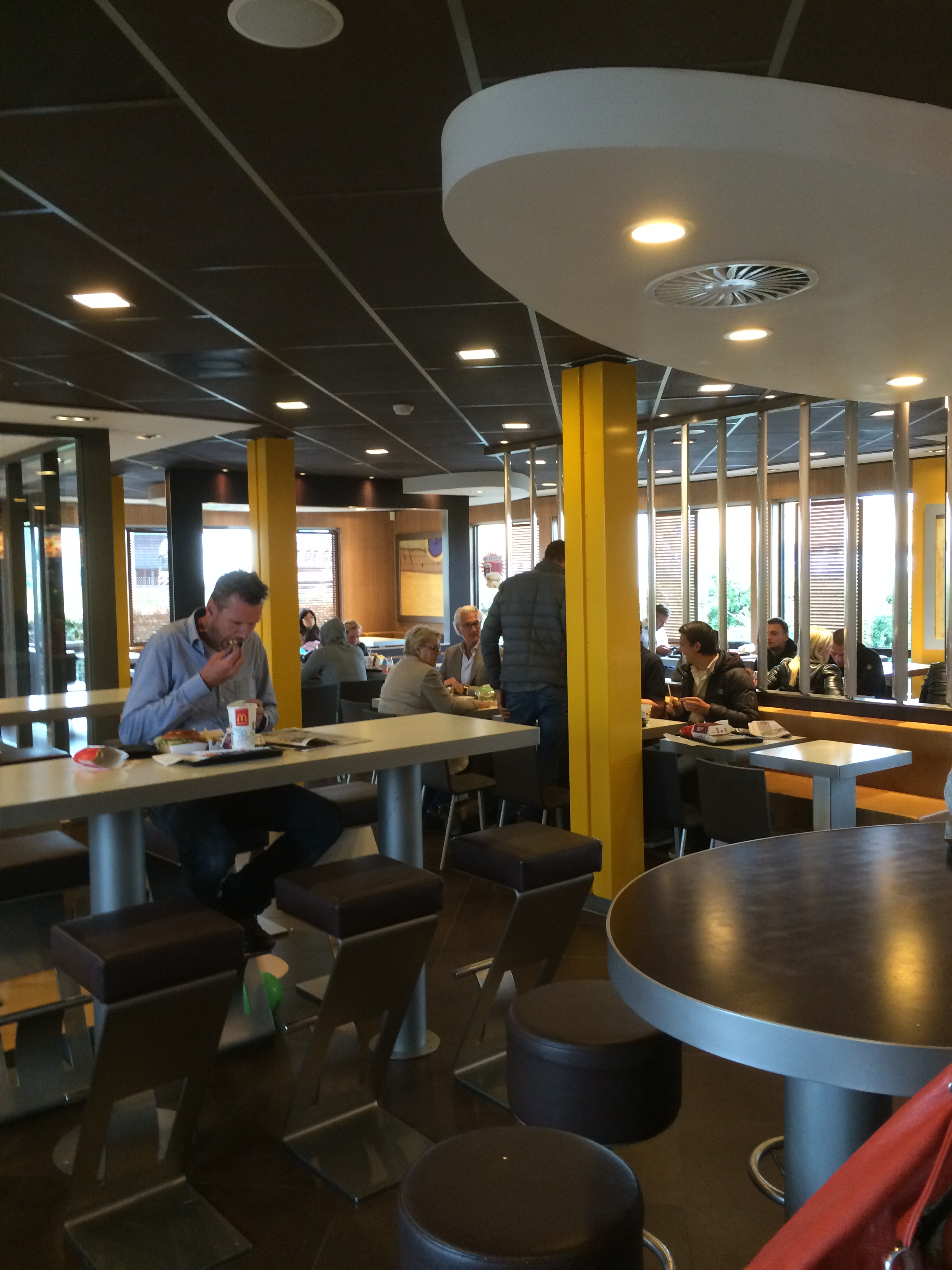
Inneneinrichtung eines McDonald’s in den Niederlanden

Seit 1967 eröffnete McDonald’s seine ersten Restaurants außerhalb der USA, in Kanada und Puerto Rico. Die erste Europa-Filiale wurde im August 1971 in den Niederlanden im Vermiljoenweg in Zaandam, in Kooperation mit der Supermarktkette Albert Heijn eröffnet. Im Gegensatz zu den USA und Europa, wo McDonald’s von vielen als Inbegriff für billig hergestelltes und ungesundes Essen angesehen wird, gilt es woanders wie in China als Statussymbol. Allein in Shanghai besitzt McDonald’s über 100 Filialen. In den USA leben 50 % der Bewohner keine drei Autominuten von der nächsten Filiale entfernt; in Deutschland sind es im Schnitt 16 km. Das Unternehmen war nach eigenen Angaben gegen Ende der 90er Jahre in rund 120 Ländern aktiv. Seitdem hat sich der Konzern wegen schwieriger wirtschaftlicher Rahmenbedingungen teilweise zurückgezogen. Der Börsengang seiner japanischen Tochter blieb hinter den Erwartungen der Analysten zurück.
In Lateinamerika betrieb der Franchisenehmer Arcos Dorados nach eigenen Angaben im Jahr 2023 2300 Restaurants mit über 95.000 Beschäftigten in 20 Ländern. Den Umsatz konnte der 2007 gegründete Konzern bis 2008 um 26 % auf 3,5 Mrd. USD steigern und 2017 wieder 3,3 Mrd. USD erzielen.
McDonald’s ist seit 1993 auch in Israel vertreten. Die erste Filiale befand sich in der Ayalon Mall in Ramat Gan. Im Jahr 2020 gab es 183 Filialen in Israel, wovon etwa 50 die Koscher-Regeln beachten. Seit 1999 gibt es auch in der Abasto-Shopping-Mall in Buenos Aires (Argentinien) ein koscheres Restaurant. Alle Restaurants, die koscheres Essen anbieten, sind am Sabbat geschlossen.
1963 bot ein Lokal in einem katholischen Stadtviertel von Cincinnati, Ohio, zum ersten Mal den FishMac an, da dort freitags kein Fleisch gegessen wurde. Analog hierzu gibt es in islamisch geprägten Ländern halāl (d. h. den islamischen Speisevorschriften entsprechend ausgelegte) McDonald’s und im hinduistisch geprägten Indien keine Rindfleischgerichte, stattdessen Geflügel-Burger sowie den auf Lammfleisch basierenden „McMaharadscha“. 1992 öffnete das erste marokkanische McDonald’s Restaurant an der mondänen Corniche von Casablanca, unweit der neu gebauten Hassan-II.-Moschee. Im Fastenmonat Ramadan bietet McDonald’s in Marokko ein landestypisches Menü mit Harira und Datteln an. 2024 gab es in Marokko 58 Filialen, 50 % der Produkte stammen von einheimischen Lieferanten. McDonald’s ist der wichtigste Sponsor der marokkanischen SOS-Kinderdörfer.

### Gegenwart
Von 1991 bis zu seinem Tod am 19. April 2004 war Jim Cantalupo Chef des weltgrößten Restaurantkonzerns. Sein Nachfolger bei McDonald’s, der Vorstandsvorsitzende Charlie Bell, trat am 23. November 2004 wegen einer Darmkrebserkrankung von seinem Posten zurück. Neuer Vorstandsvorsitzender wurde der 60-jährige Jim Skinner. Präsident und neuer CEO wurde der Chef des US-Geschäfts, Mike Roberts. Unter der Führung von Cantalupo und Bell konnte die Fastfood-Kette ihren Umsatz deutlich steigern. Neue Speisekarten mit Salaten und neuen Frühstücksvarianten wurden als Grund genannt.
In dieser Zeit wechselten sich in Deutschland als Vorstandsvorsitzende der Deutsche Gerd Raupeter, der Holländer Adrian Hendrix (2003) und der Serbe Bane Knezevic (Juli 2005) in rascher Folge ab. Der zuvor in Österreich tätige Bane Knezevic war seitdem als President Western Division neben Deutschland auch für Österreich sowie die mittelosteuropäischen Länder Ungarn, Polen, Tschechien, Slowenien und Kroatien verantwortlich. Hiermit setzte sich der Trend fort, innerhalb Europas supranationale Verwaltungsverbünde zu schaffen, um einerseits Synergien zu nutzen und andererseits nationale Kompetenzen zu reduzieren. Im Oktober 2013 wurde Knezevic als Deutschland-Chef durch Holger Beeck, der 1984 als Management Trainee in den Konzern kam, abgelöst, nach erstmaligem Umsatzrückgang in Deutschland.
McDonald’s Europa wird seit Mitte 2005 in drei Divisions (Süd, Nord, West) sowie die Region Osteuropa untergliedert. Der Franzose Denis Hennequin war seit dem 1. Juli 2005 als President McDonald’s Europe für die Unternehmenstätigkeit in 51 Ländern verantwortlich, nachdem er 1996–2004 als President und Managing Director von McDonald’s Frankreich tätig war. 2004 wurde Hennequin zum Executive Vice President von McDonald’s Europe ernannt und arbeitete in dieser Funktion eng mit Russ Smyth, Präsident von McDonald’s Europe, bis zu dessen Ausscheiden aus dem Unternehmen zusammen. 2010 wechselte Hennequin als CEO zu Accor. Auf ihn folgte bis 2011 Steve Easterbrook, der wiederum ab 2015 Global CEO von McDonald’s wurde. Doug Goare folgte von 2011 bis 2015
Seit 2005 ist die Österreich-Tochter des Konzerns der „West-Region“ in München unterstellt, nachdem sie zuvor der „Zentraleuropa-Zentrale“ am Flughafen Wien-Schwechat unterstand. Von dieser aus hatte Zentraleuropa-Chef Andreas Hacker rund 1400 Filialen in Osteuropa eröffnet. Im vierten Quartal 2005 verließ Andreas Hacker den Konzern mit der Anmerkung, der „Spaßfaktor“ sei zunehmend verloren gegangen.
Anfang März 2006 gab der „Managing Director“ von McDonald’s Österreich Harald Sükar seinen Rückzug aus dem Chefsessel der Österreich-Tochter des Konzerns bekannt. Der 1958 geborene und seit 1986 beim Fast-Food-Konzern beschäftigt Brite David Newman wurde neuer Österreich-Chef. Zuvor war er unter anderem für die McDonald’s-Töchter in elf zentral- und osteuropäischen Ländern zuständig.
Am 23. November 2009 gab McDonald’s bekannt, dass in Europa die Farbgebung des Corporate Designs wechseln wird. Das gelbe Logo wurde beibehalten, allerdings wechselte der Hintergrund von Rot auf Grün. Als erste Filiale in Deutschland mit neuer Farbgebung eröffnete am 21. November 2009 ein Restaurant auf dem Flughafen München. Die neue Farbgebung sollte zunächst nur bei Neueröffnungen angewandt werden, jedoch später auf bestehende Betriebe ausgeweitet werden. Auch in Österreich fand ein Farbwechsel statt, der Ende 2009 abgeschlossen wurde. In der Schweiz eröffnete in Kölliken (Kanton Aargau) im Dezember 2009 das erste Restaurant der Marke mit neuer Farbgebung. In Frankreich ist die neue Farbgebung bereits weit verbreitet, auch die Website von McDonald’s Frankreich wurde inzwischen dem neuen Farbschema angepasst.
Konzernchef Jim Skinner erklärte am 22. März 2012, sich nach 41 Jahren aus dem Konzern zurückzuziehen. Sein Nachfolger wurde der bisherige US-CEO und seit über 25 Jahre im Konzern tätige Don Thompson, dessen Ablösung zum März 2015 in Aussicht gestellt wurde. Umsatzrückgang und Imageprobleme wären der Grund, worauf der Verwaltungsrat den bisherigen Markenvorstand Steve Easterbrook zur Nachfolge wählte. 2014 waren die Preise der Produkte angehoben worden, zudem hätten sich die Essgewohnheiten der Kundschaft verändert. Im November 2019 musste Steve Easterbrook wegen einer betriebsinternen Liebesbeziehung seinen Posten als CEO und President räumen, Nachfolger wurde Chris Kempczinski, der bisher McDonald’s USA verantwortete.
Im März 2015 wurde als Teil einer Offensive gegen Kundenschwund für dem Unternehmen wichtige Filialen ein Tischservice in Aussicht gestellt sowie die Angebotspalette im höherwertigen Bereich zu erweitern. Die deutsche Hauptverwaltung teilte mit, eine andere Werbeagentur beauftragt zu haben.
Seit Mai 2015 testet der Konzern als Imagemaßnahme die Verwendung von Spinat und Grünkohl in dessen Produkten in neun Filialen in Südkalifornien.
Im März 2020 mussten aufgrund der COVID-19-Pandemie viele Filialen geschlossen werden, da zahlreiche Regierungen es untersagt haben, Restaurants zu öffnen.
In der Woche um den 8. März 2022 kam es zu zeitweisen Restaurantschließungen und zu einem eingeschränkten Sortiment, da auf den Lieferant HAVI Logistics ein Cyber-Angriff verübt wurde.
Seit einiger Zeit werden auch Veggie-Burger angeboten. In Zusammenarbeit mit Beyond Meat brachte McDonald’s den McPlant-Burger sowie McPlant-Nuggets auf den Markt.

## Unternehmen

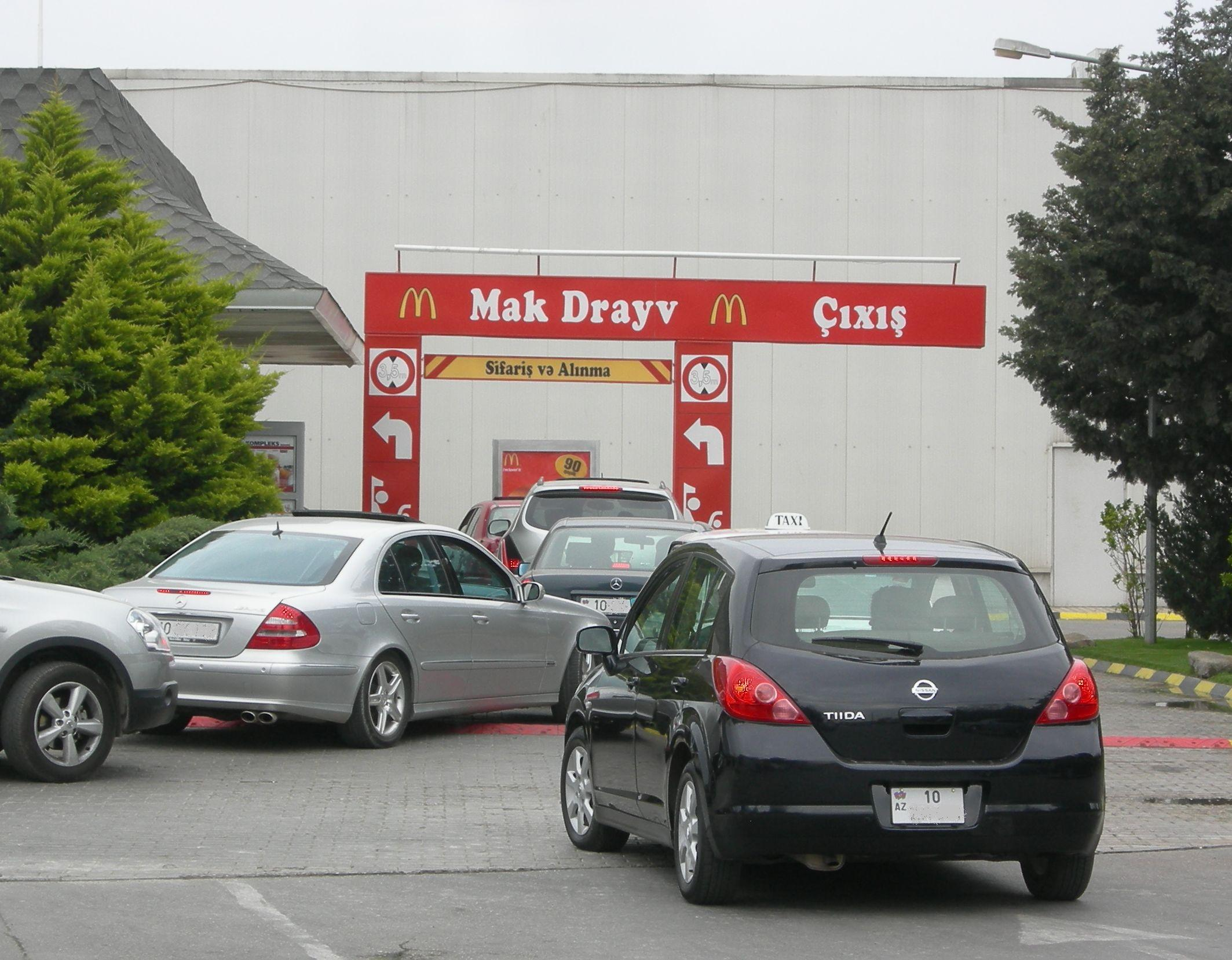
„Mak Drayv“ (McDrive) in Baku (Aserbaidschan)

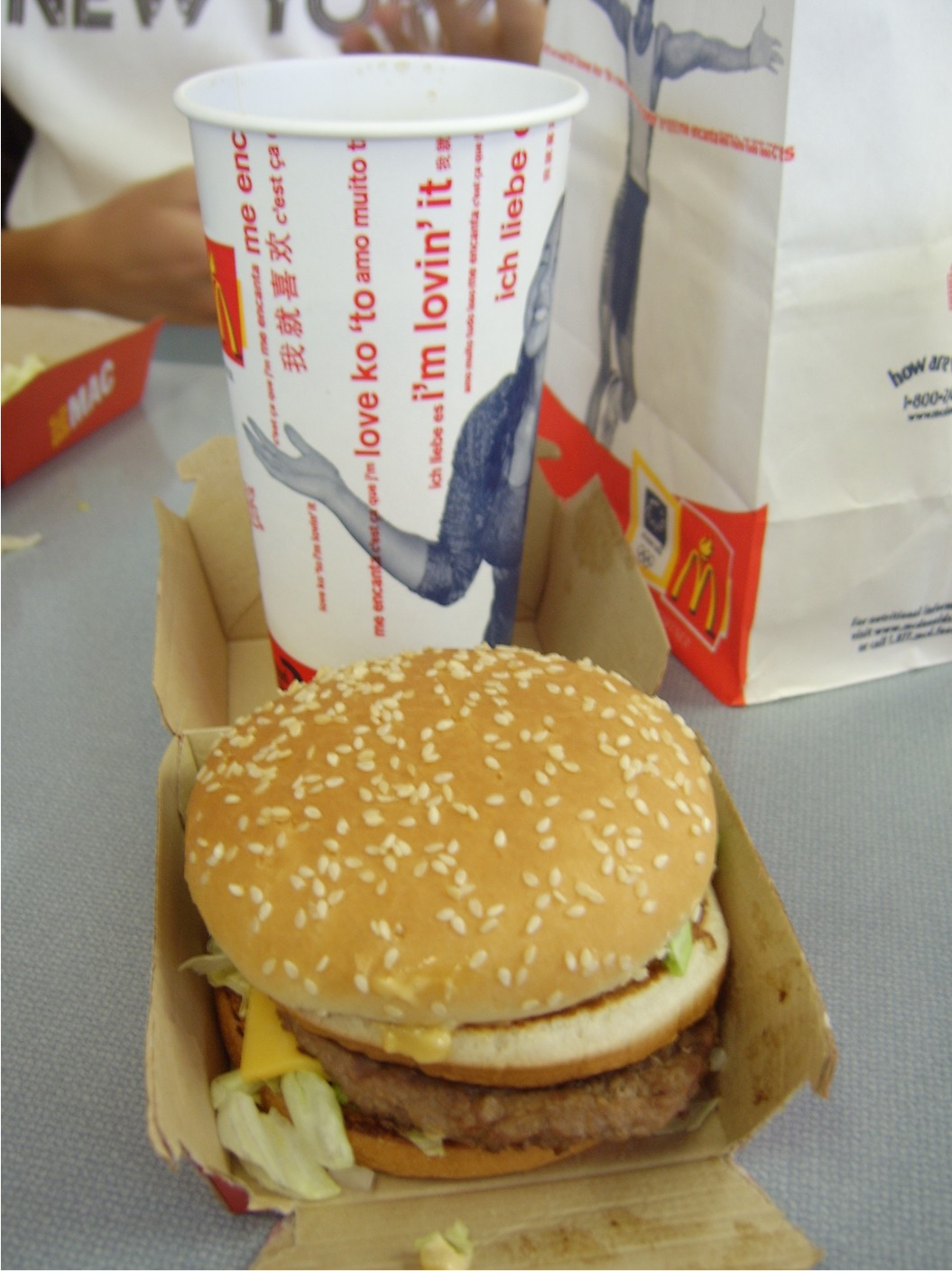
Eines der typischen Produkte von McDonald’s: der Big Mac

McDonald’s ist ein Unternehmen der Systemgastronomie und betreibt gegenwärtig Restaurants in 120 Ländern. Von den 36.899 Restaurants (Stand: Ende 2016) werden 31.230 von Franchisenehmern und 5.699 von McDonald’s als eigene Restaurants betrieben. 1,8 Millionen Menschen weltweit sind angestellt, davon ca. 60.000 in Deutschland. Gegründet wurde das Unternehmen ursprünglich 1940 von den Brüdern Richard und Maurice („Dick & Mac“) McDonald. Die Grundlagen des Unternehmenskonzeptes legte der Handelsvertreter Ray Kroc, der den Brüdern das Gastronomiekonzept später abkaufte und zum international umsatzstärksten Gastronomiekonzept weiterentwickelte. Durch die Franchise-Struktur, bei der jedes Restaurant ein selbstständiges Unternehmen ist, das seine Mitarbeiter einstellt, schützt sich der Konzern vor Verstößen gegen Arbeitsrecht, die dem jeweiligen Restaurantbetreiber zugerechnet werden. Ende Juli 2014 entschied das National Labor Relations Board der USA, dass künftig der Lizenzgeber zusammen mit dem jeweiligen Restaurantbetreiber als joint employer behandelt würde. Verstöße einschließlich der rechtswidrigen Verhinderung von Gewerkschaftstätigkeit können demnach zu Bußgeldern und Auflagen gegen das Unternehmen führen. Dieses kündigte an, sich dagegen zu wehren. Sollte die Entscheidung gerichtlich bestätigt werden, hätte das große Folgen für die Struktur von McDonald’s und allen anderen Franchise-Unternehmen in den USA.
Der Konzern erhält sein Einkommen vor allem aus festen oder prozentualen monatlichen Mieten, die sich jeweils nach dem Nettoumsatz richten. Harry J. Sonneborne, einer der Gründer, sagte: „Eigentlich sind wir ja ein Immobilien-Unternehmen. Der einzige Grund, warum wir Hamburger verkaufen, ist die Tatsache, dass diese am meisten Gewinn abwerfen, von dem unsere Restaurantbesitzer uns Miete zahlen können“. Berechnet man die Immobiliarmiete pro Quadratmeter, wird man auch in der „Provinz“ auf höhere Preise als im Frankfurter Bankenviertel kommen. Der Konzern selbst betont in diesem Zusammenhang, es handele sich um Pacht-Einnahmen, da er neben der eigentlichen Immobilie auch die spezielle Küchentechnik und vor allem das Geschäftskonzept, die Marke und die vom Franchisegeber gesteuerte Werbung zur Verfügung stelle. In Deutschland hatten in der Vergangenheit einige Lizenznehmer das Unternehmen wegen der hohen Mieten verklagt.
| Jahr | Umsatz in Mrd. US-Dollar | Gewinn in Mrd. US-Dollar | Anzahl Standorte |
| ---- | ------------------------ | ------------------------ | ---------------- |
| 2000 | 14,172                   | 1,977                    | 28.603           |
| 2001 | 14,738                   | 1,637                    | 29.916           |
| 2002 | 15,201                   | 0,893                    | 30.876           |
| 2003 | 16,825                   | 1,471                    | 30.824           |
| 2004 | 18,594                   | 2,279                    | 31.152           |
| 2005 | 19,832                   | 2,602                    | 31.397           |
| 2006 | 21,586                   | 3,544                    | 31.667           |
| 2007 | 22,787                   | 2,395                    | 31.377           |
| 2008 | 23,522                   | 4,313                    | 31.967           |
| 2009 | 22,745                   | 4,551                    | 32.478           |
| 2010 | 24,075                   | 4,946                    | 32.737           |
| 2011 | 27,006                   | 5,503                    | 33.510           |
| 2012 | 27,567                   | 5,464                    | 34.480           |
| 2013 | 28,105                   | 5,585                    | 35.429           |
| 2014 | 27,441                   | 4,757                    | 36.258           |
| 2015 | 25,413                   | 4,529                    | 36.525           |
| 2016 | 24,622                   | 4,687                    | 36.899           |
| 2017 | 22,820                   | 5,192                    | 37.241           |
| 2018 | 21,364                   | 5,924                    | 37.855           |
| 2019 | 21,258                   | 6,025                    | 38.695           |
| 2020 | 19,208                   | 4,731                    | 39.198           |
| 2021 | 23,223                   | 7,545                    | 40.021           |
| 2022 | 23,183                   | 6,177                    | 40.275           |
| 2023 | 25,494                   |                          | 41.822           |

## Länder
In Europa ist der Konzern in 39 Ländern mit mehr als 7.300 Restaurants vertreten. 415.000 Mitarbeiter werden beschäftigt, die 14,5 Millionen Kunden jeden Tag bedienen. Der Umsatz betrug 2011 rund 10,9 Milliarden US-Dollar und der operative Gewinn 3,2 Milliarden US-Dollar.
| Rang | Land                    | Anzahl Restaurants |
| ---- | ----------------------- | ------------------ |
| 1    | Vereinigte Staaten      | 13.436 ▲           |
| 2    | Volksrepublik China     | 4.978 ▲            |
| 3    | Japan                   | 2.968 ▲            |
| 4    | Frankreich              | 1.536 ▲            |
| 5    | Kanada                  | 1.462 ▲            |
| 6    | Deutschland             | 1.425 ▼            |
| 7    | Vereinigtes Königreich  | 1.397 ▲            |
| 8    | Brasilien               | 1.084 ▲            |
| 9    | Australien              | 1.028 ▲            |
| 10   | Philippinen             | 705 ▲              |
| 11   | Italien                 | 669 ▲              |
| 12   | Spanien                 | 580 ▲              |
| 13   | Polen                   | 517 ▲              |
| 14   | Indien                  | 512 ▲              |
| 15   | Republik China (Taiwan) | 409 ▲              |
| 16   | Südkorea                | 399 ▼              |
| 17   | Saudi-Arabien           | 371 ▲              |
| 18   | Mexiko                  | 366 ▲              |
| 19   | Südafrika               | 346 ▲              |
| 20   | Malaysia                | 341 ▲              |
|      | Gesamt                  | 40.275             |

### Brasilien
McDonald’s trat 1979 in Brasilien in ein Joint Venture mit dem Unternehmer Peter Rodenbeck aus Rio de Janeiro ein. Im Jahr 1981 eröffnete das Unternehmen ein weiteres Restaurant in Sao Paulo in einem Joint Venture mit dem Geschäftsmann Gregory James Ryan. 1995 verkauften sowohl Rodenbeck als auch Ryan ihre Anteile an McDonald’s, und die Joint Ventures wurden zu einem einzigen Unternehmen, McDonald’s Brasilien, zusammengelegt. Von da an arbeitete McDonald’s Brasilien als hundertprozentige Tochtergesellschaft der Muttergesellschaft McDonald’s. 2023 gab es 1,130 Filialen.

### Bulgarien
In der Republik Bulgarien eröffnete die erste McDonald’s-Filiale nach dem Zerfall des kommunistischen Regimes im Jahr 1994 im Zentrum der südbulgarischen Stadt Plovdiv. Mit Stand August 2024 existieren 49 Restaurants im Land, davon allein in der Hauptstadt Sofia 15 Filialen. Jeweils 4 Restaurants betreibt die Kette in Plovdiv sowie in den Hafenstädten Warna und Burgas. Weitere Filialen existieren in den Städten Jambol, Stara Zagora, Pleven und Weliko Tarnovo. Die Filiale in Rousse wurde dagegen 2003 geschlossen.

### Belgien
In Belgien eröffnete das erste McDonald’s-Restaurant 1978 gegenüber der Brüsseler Börse. 2024 existierten 111 belgische Restaurants mit über 5000 Mitarbeitern.

### China
Das erste McDonald’s in China (麦当劳 – Màidāngláo) eröffnete 1984 in Taipeh, das erste Restaurant auf dem chinesischen Festland 1990 in Shenzhen. 1992 wurde in Peking das zweite McDonald’s-Restaurant auf dem chinesischen Festland eröffnet, das zu diesem Zeitpunkt das größte McDonald’s-Restaurant der Welt war. Am Eröffnungstag bedienten eintausend Mitarbeiter über vierzigtausend Kunden. 1996 hatte Peking bereits 29 Filialen. 2024 betrieb McDonald’s 5.093 Restaurants in China, wovon allein 925 im Jahr 2023 eröffnet wurden. Bis 2028 sind 10.000 Filialen angestrebt.

### Deutschland

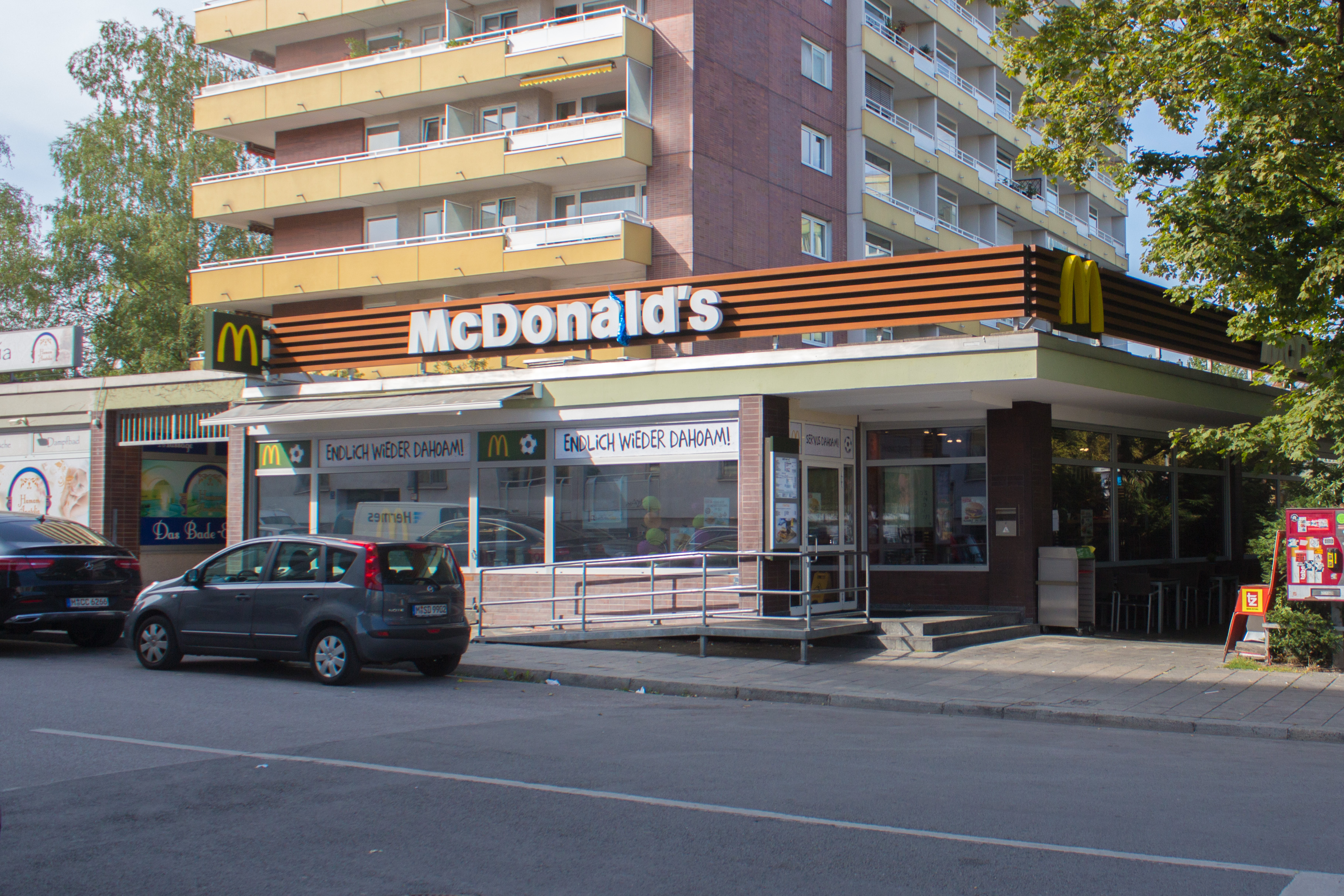
Das erste deutsche McDonald’s-Restaurant eröffnete am 4. Dezember 1971 in München.

McDonald’s betreibt in Deutschland rund 1400 Restaurants und verzeichnet 1,5 Millionen Kunden pro Tag. Die geschätzte Umsatz lag 2022 bei 4,2 Milliarden Euro.
Die McDonald's Deutschland GmbH startete im September 1971. Am 4. Dezember 1971 eröffnete die erste deutsche Filiale in der Martin-Luther-Straße in München im Stadtteil Obergiesing, sie ist heute noch in Betrieb. Die erste Filiale in den neuen Bundesländern wurde am 21. Dezember 1990 im sächsischen Plauen eröffnet. Die umsatzstärkste deutsche Filiale befindet sich am Münchener Stachus. Die größte McDonald’s-Filiale in Deutschland befindet sich seit dem 1. April 2015 am Frankfurter Flughafen im Terminal 2; das dortige McCafé ist das größte in Europa.
In Deutschland firmiert das Unternehmen als McDonald’s Deutschland LLC, eine Gesellschaft nach dem Recht des US-amerikanischen Bundesstaats Delaware. Die meisten durch Franchisenehmer geführten Restaurants sind hingegen deutsche GmbH. Seit Mitte der 1990er Jahre werden immer mehr Standorte an Franchisenehmer übergeben. Seit April 1994 wird Frühstück angeboten. Seit 1973 ist Hochland offizieller Partner und Käselieferant von McDonald’s Deutschland. OSI ist der einzige Lieferant von Fleischwaren für McDonald’s Deutschland.
Die deutsche Zentrale befindet sich heute in München. Neben diesem sogenannten Hauptservicecenter (HSC) existieren drei weitere regionale Service-Center (RSC) in München, Offenbach am Main und Berlin. Die ehemaligen regionalen Service-Center in Hamburg und Düsseldorf wurden nach Gebietsreformen in untergeordnete Regionalbüros (RS) umgewandelt. In Frankfurt-Niederrad befindet sich die Testküche, in der McDonald’s Europe Produkte testet und entwickelt. Am Unternehmenssitz in Oak Brook, Illinois unterhält McDonald’s eine Trainingseinrichtung für ausgewählte Mitarbeiter, die sogenannte Hamburger University. Diese unternehmensinterne Fortbildungseinrichtung verleiht, ebenso wie ihr deutsches Pendant, lediglich unternehmensintern anerkannte Abschlüsse, also keine allgemein anerkannten Hochschulabschlüsse.
Einige Städte und Immobilienbesitzer mit strengen Gestaltungssatzungen und Anforderungen haben McDonald’s-Filialen mit besonderen Signets und Design hervorgebracht. Die Filiale am Regensburger Arnulfsplatz war in einem historischen, ehemaligen Wirtshaus untergebracht und trug den Namen „Zum Goldenen M“, während an der Filiale in Rothenburg ob der Tauber ein goldenes M in einem schmiedeeisernen Nasenschild prangte. Beide Filialen sind mittlerweile geschlossen.

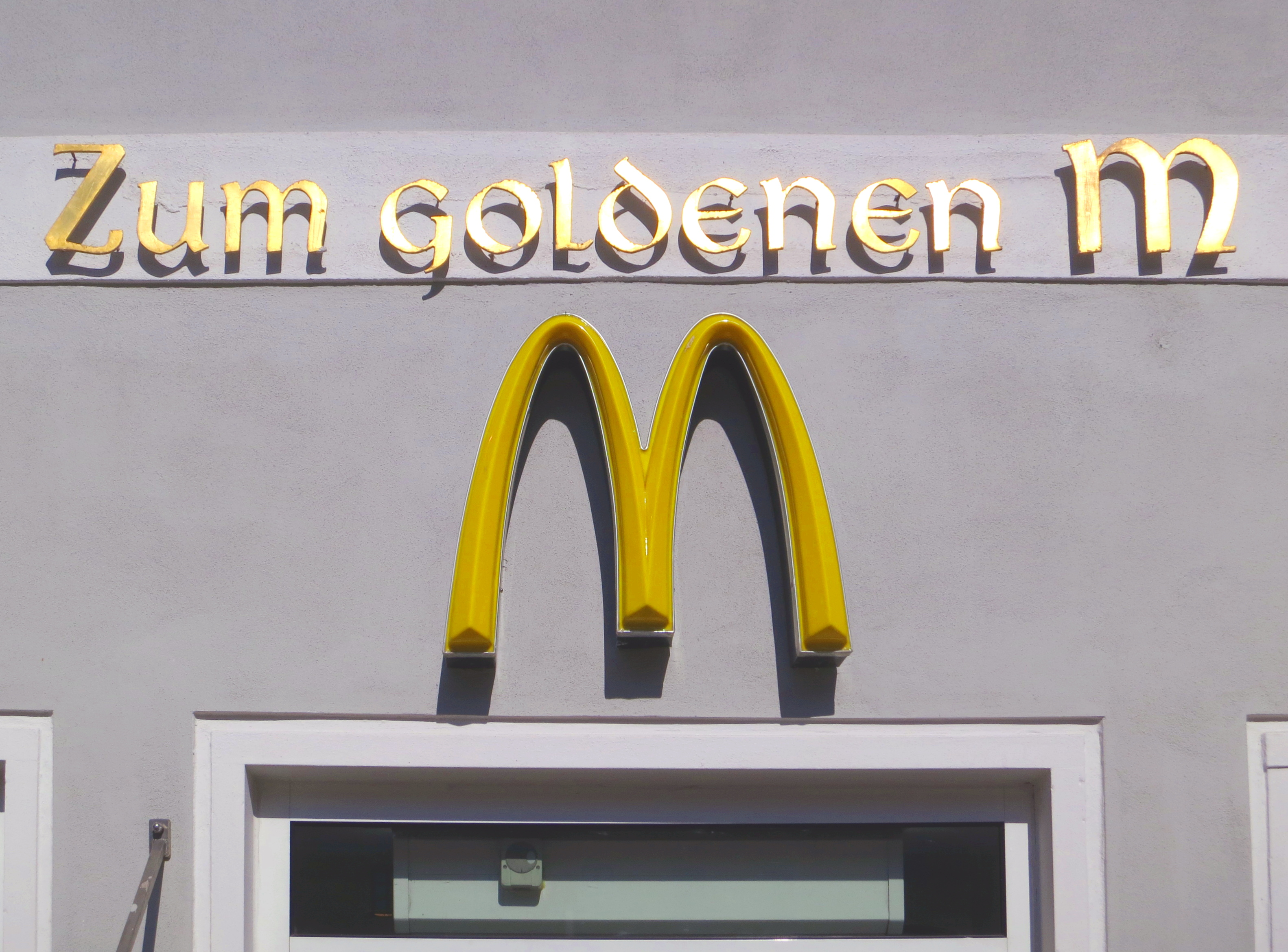
Regensburg
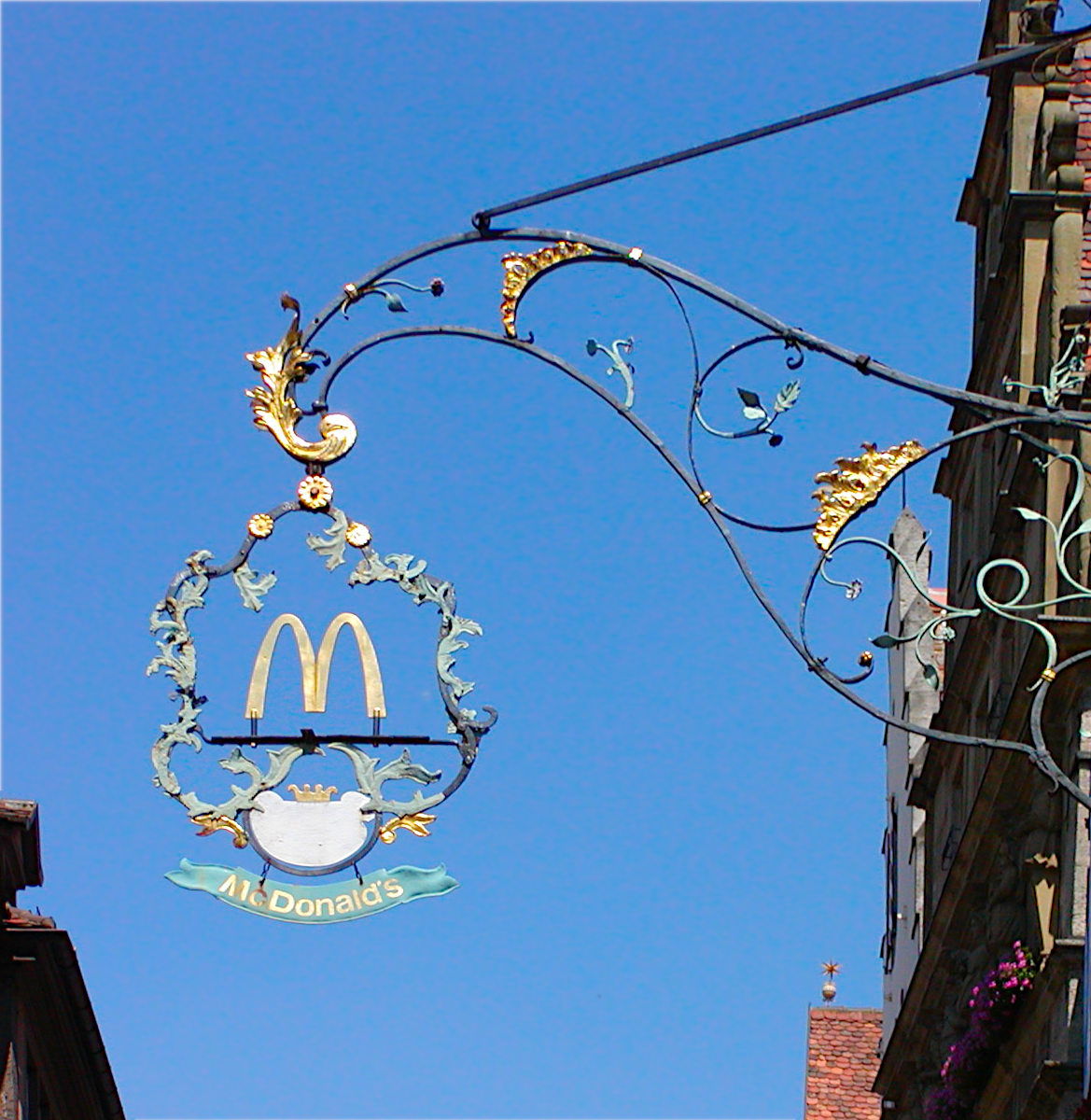
Rothenburg o.T.

In den 1980er Jahren warben Thomas Gottschalk und Mike Krüger als Testimonials für McDonald’s. In den 1990er Jahren warb das Unternehmen mit dem Slogan „McDonald’s ist einfach gut“ und einer Adaption des Liedes Close to You von der US-amerikanischen Sängerin Robin Beck.
In Deutschland wird statt der seit 2003 und erstmals weltweit laufenden Slogan-Kampagne „i’m lovin’ it“ der deutschsprachige Werbesatz „ich liebe es“ verwendet. In Österreich, der Schweiz und Liechtenstein wird die englische Variante genutzt.
Die in Deutschland am meisten verkauften Produkte sind der Cheeseburger, gefolgt vom Chickenburger und dem Big Mac. Vom 14. Februar 2013 bis zum 24. April 2013 wurde erstmals von McDonald’s Deutschland Currywurst angeboten (bereits aus dem Angebot genommen). 2013 fiel der Jahresumsatz in Deutschland erstmals um wenige Prozent. Im Oktober wechselte das Unternehmen seinen mehrjährigen Deutschland-Chef aus. Ende April 2019 brachte McDonald’s den Big Vegan TS mit einem Fleischimitat von Nestlé auf den Markt.
Im Bereich Mobile Commerce wurde im Februar 2018 Mobile Order & Pay lanciert. Der Dienst wurde im Mai 2019 in rund 980 deutschen Filialen angeboten.
McDonald’s ist Mitglied im Arbeitgeberverband Bundesverband der Systemgastronomie (BdS). Der mit der Gewerkschaft Nahrung-Genuss-Gaststätten abgeschlossene Manteltarifvertrag und der Lohn- und Gehaltstarifvertrag werden in allen Filialen von McDonald’s in Deutschland umgesetzt. 2015 war McDonald’s der größte US-amerikanische Arbeitgeber in Deutschland (einschließlich Franchiseunternehmen), lag gemessen am Umsatz mit rund 3 Milliarden Euro jedoch auf Platz 15 dieses Rankings.
| Jahr | Umsatz in Mrd. € | Anzahl Franchisenehmer (Ø Anzahl Standorte /Franchisenehmer) | Anzahl Standorte (davon Satellites) | Anzahl Mitarbeiter (ca./im Jahresmittel) | Anzahl Gäste (in Mio.) | Anzahl Auszubildende |
| ---- | ---------------- | ------------------------------------------------------------ | ----------------------------------- | ---------------------------------------- | ---------------------- | -------------------- |
| 2000 |                  |                                                              | 1.091 (21)                          | 50.000                                   |                        |                      |
| 2001 |                  |                                                              | 1.152 (32)                          | 47.000                                   |                        |                      |
| 2002 | 2,28             | 263 („Zwei oder mehr“)                                       | 1.211 (62)                          | 47.000                                   | 715,0                  | 788                  |
| 2003 | 2,27             | 272 (3,2)                                                    | 1.244 (90)                          | 47.000                                   | 740,8                  | 920                  |
| 2004 | 2,30             | 271 (3,3)                                                    | 1.262 (107)                         | 47.000                                   | 751,8                  | 1.432                |
| 2005 | 2,42             | 268 (3,4)                                                    | 1.264                               | 49.000                                   | 848,0                  | 1.669                |
| 2006 | 2,57             | 265 (3,5)                                                    | 1.276                               | 52.000                                   | 891,0                  | 1.949                |
| 2007 | 2,69             | 268 (3,5)                                                    | 1.302                               | 55.000                                   | 926,9                  | 2.028                |
| 2008 | 2,83             | 258 (4,0)                                                    | 1.333                               | 58.000                                   | 941,7                  | 2.398                |
| 2009 | 2,91             | 259 (4,3)                                                    | 1.361                               | 60.000                                   | 973,0                  | 2.208                |
| 2010 | 3,02             | 251 (4,5)                                                    | 1.386 (174)                         | 62.000                                   | 981,9                  | 2.099                |
| 2011 | 3,20             | 247 (4,7)                                                    | 1.415                               | 64.000                                   | 1.008,0                | 2.131                |
| 2012 | 3,25             | 243 (4,8)                                                    | 1.440                               | 64.265                                   |                        | 2.140                |
| 2016 | 3,13             |                                                              | 1.470                               |                                          |                        |                      |
| 2017 | 3,25             |                                                              | 1.480                               |                                          |                        |                      |
| 2018 | 3,47             |                                                              |                                     |                                          |                        |                      |
| 2019 | 3,83             |                                                              |                                     |                                          |                        |                      |
| 2020 | 3,15             |                                                              |                                     |                                          |                        |                      |
| 2021 | 3,47             |                                                              |                                     |                                          |                        |                      |
| 2022 | 4,20             |                                                              |                                     |                                          |                        |                      |

### Frankreich

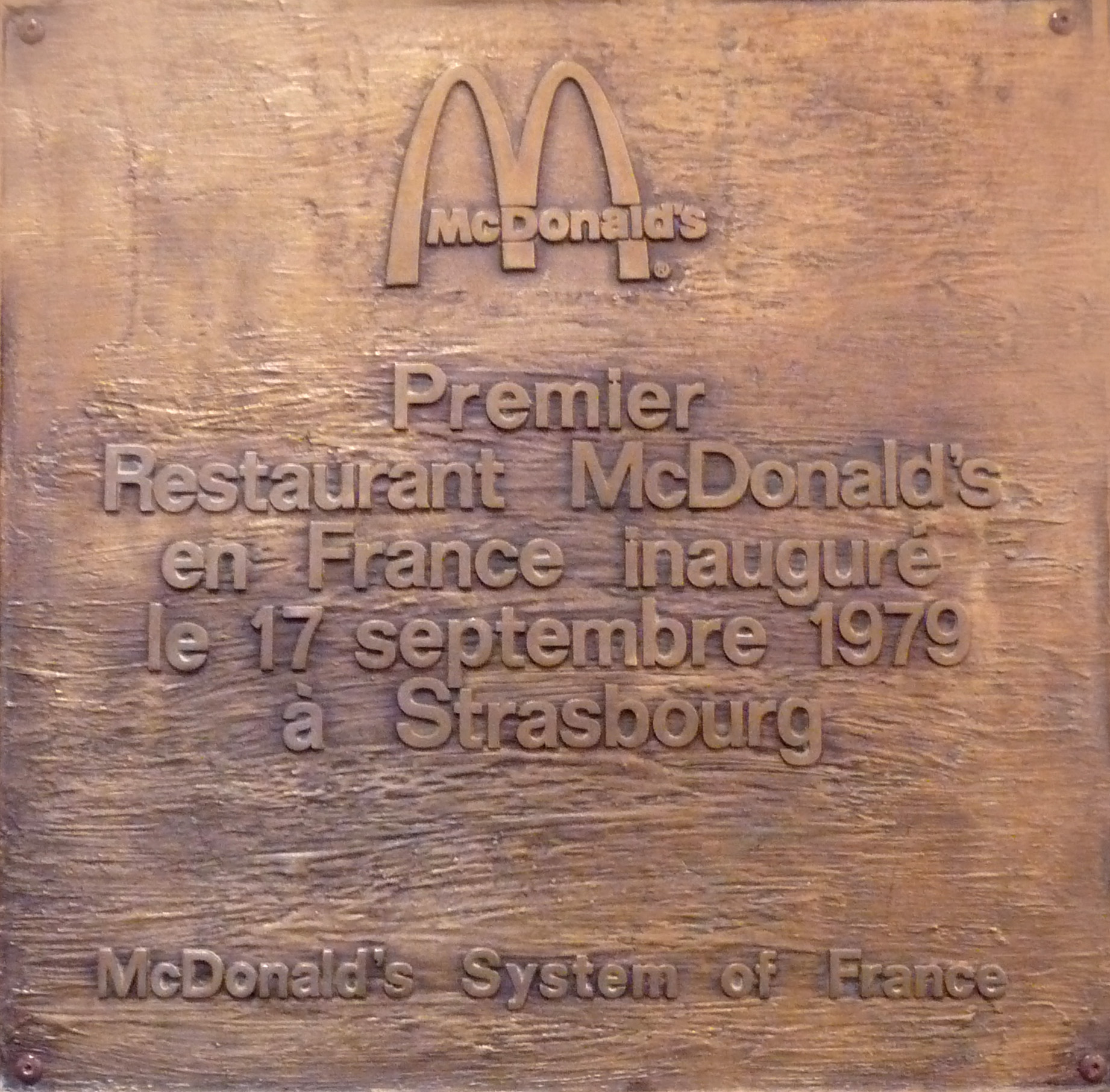
Gedenktafel an die Eröffnung im Einkaufszentrum Les Halles in Straßburg

In Frankreich eröffnete das erste Restaurant der Marke am 30. Juni 1972 in Créteil. Nach Streitigkeiten mit dem französischen Generalfranchisenehmer Raymond Dayan entzog McDonald’s Frankreich diesem nach einigen Jahren die Lizenz und eröffnete selbst am 17. September 1979 in Straßburg ein Restaurant, welches von McDonald’s Frankreich heute als erste französische Filiale angesehen wird. 2024 gab es mehr als 1.500 Filialen in Frankreich.

### Griechenland
In Griechenland wurde die erste Filiale am 12. November 1991 auf dem Syntagma-Platz im Zentrum Athens eröffnet. 2024 gab es 32 griechische Restaurants der Marke mit etwa 1.800 Mitarbeitern. Die Filialen liegen in Ballungszentren sowie auf zahlreichen Inseln. McDonald’s steht in Griechenland in besonderer Konkurrenz zur nationalen Fast-Food-Kette Goody’s.

### Indien
1996 eröffneten zwei unterschiedliche Franchisenehmer in Mumbai und Neu Delhi ihre ersten Restaurants. In den nächsten 12 Jahren eröffneten 50 McDonald’s-Restaurants in ganz Indien. 2010 fusionierten sich beide Franchisenehmer. Da der Verzehr von Rind und Schwein in Indien aus religiösen Gründen verboten ist, bestehen die Burger dort aus Lamm und Huhn. 2023 gab es in Indien 512 McDonald’s-Restaurants.

### Island
1993 wurde die erste isländische Filiale in Reykjavík eröffnet. McDonald’s zog sich jedoch 2009 aufgrund zu hoher Importkosten, verursacht durch Islands Finanzkrise 2008, komplett aus Island zurück. Zuletzt wurden drei Restaurants in Reykjavik betrieben.

### Israel
Die Franchiserechte für Israel wurden 1993 von dem israelischen Ex-Elite-Soldat und Gründer von Peace Now Omri Padan erworben, der im selben Jahr die erste Filiale in Ramat Gan eröffnete. Bis 2013 war die Kette auf 131 Restaurants angewachsen. Im April 2024 verkaufte Omri Padan das mittlerweile auf 225 Restaurants und 5.000 Mitarbeiter angewachsene Unternehmen für 300 Millionen US-Dollar an die McDonald’s Corporation. Brancheninsider gehen jedoch davon aus, dass die Restaurants an einen neuen Franchisenehmer weiterverkauft werden.

### Italien

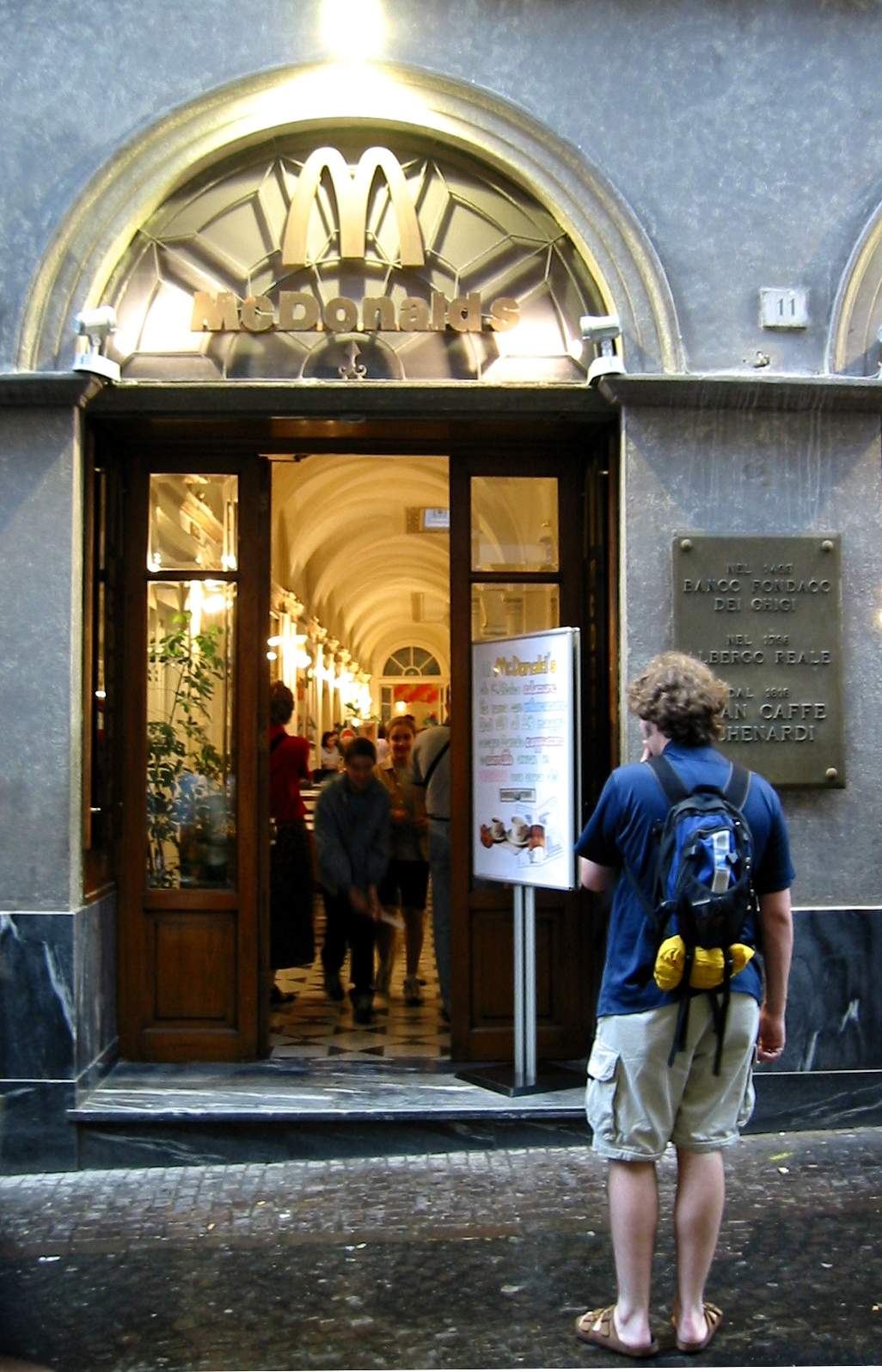
Filiale in Viterbo, Italien

In Italien wurde die erste Filiale 1985 in der Südtiroler Landeshauptstadt Bozen eröffnet. Nach zehn schwachen Jahren, in denen nur 33 Restaurants eröffnet wurden, begann der wirtschaftliche Aufstieg mit der Übernahme des italienischen Konkurrenten Burghy von Cremonini, der zu diesem Zeitpunkt etwa 80 Standorte unterhielt. 2024 wurde die siebenhundertste Filiale in Italien eröffnet. Die Mitarbeiterzahl lag bei 35.000.

### Japan
Der aus Osaka stammende Importeur für Taschen und Schuhe, Den Fujita, eröffnete Japans erstes McDonald’s im Kaufhaus Mitsukoshi in Ginza (銀座三越), einem gehobenen Viertel in Tokio. 2024 verfügte McDonald’s Japan über fast 3.000 Restaurants mit einem Jahresumsatz von etwa 4 Milliarden Dollar (60 % des Hamburger-Marktes). Ein Großteil des Erfolgs ist auf die japanischen Angebote wie den Teriyaki McBurger (テリヤキマックバーガー) und Chicken Tatsuta (チキンタツタ) zurückzuführen.

### Niederlande
Im niederländischen Zaandam öffnete McDonald’s im August 1971 seine erste europäische Filiale. 2021 erzielten die 258 niederländische McDonald’s-Restaurants mit über 17.000 Angestellten einen Umsatz von 627 Millionen Euro.
Eine Besonderheit der niederländischen Filialen ist der McKroket, ein Burger aus einem Brötchen mit in den Niederlanden sehr beliebten Fleisch-Kroketten und einer Dressingsoße. Seit dem 1. Juni 2015 werden in etwa 50 niederländischen Filialen auch glutenfreie Burger angeboten. Mit Spanien und Schweden ist man damit einer der wenigen Staaten, in dem dies möglich ist.

### Österreich

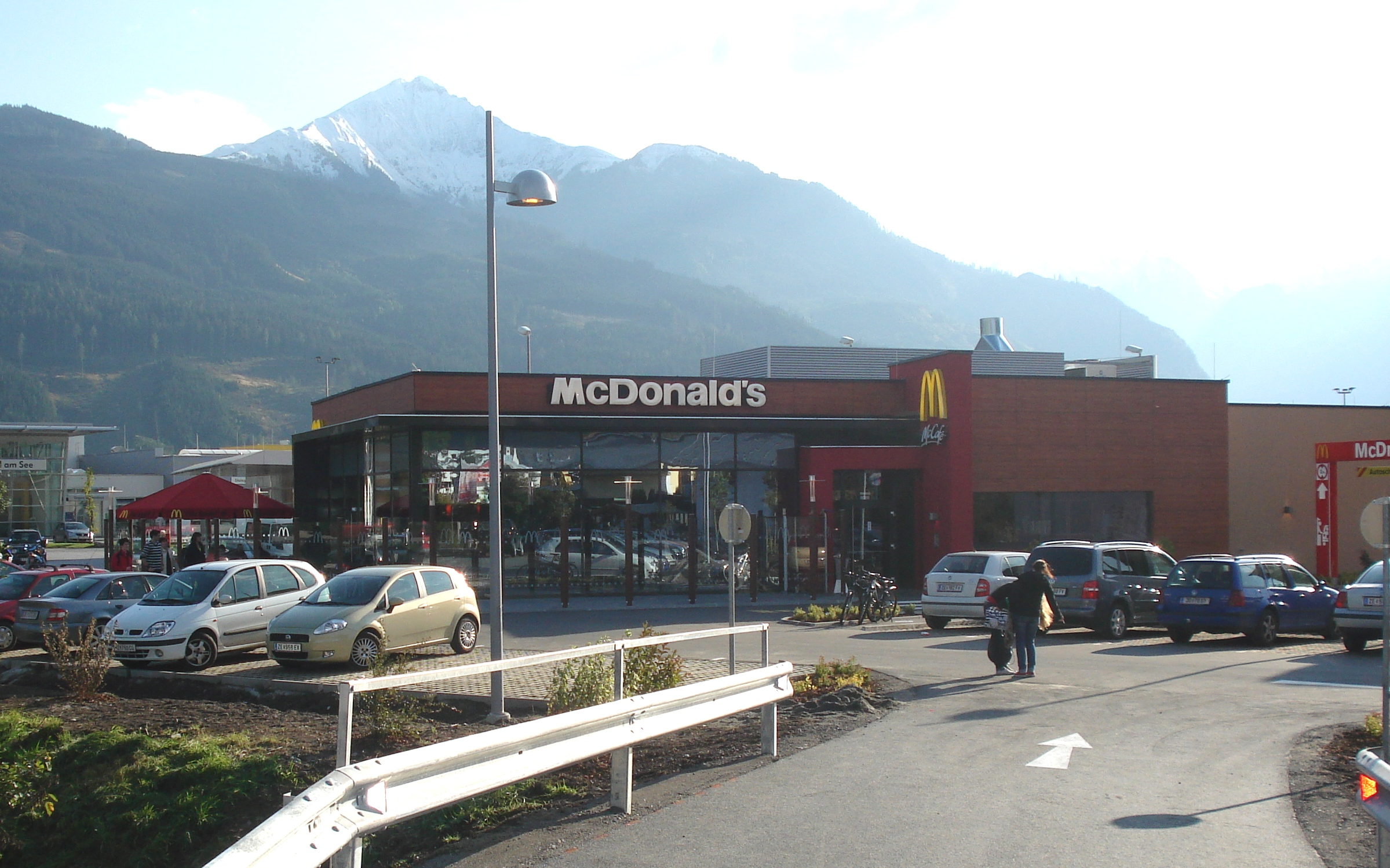
Filiale in Zell am See

Die erste Filiale in Österreich eröffnete am 27. Juli 1977 im Parterre des Palais Wertheim am Schwarzenbergplatz in der Inneren Stadt von Wien. Anfangs gab es Differenzen mit den Behörden, denn faschiertes Rindfleisch hatte nach im Codex Alimentarius Austriacus festgeschriebenen Handelsbrauch einen Fettgehalt von 10 % zu haben, die Patties McDonald’s hatten jedoch nach amerikanischem Vorbild einen Fettgehalt von 17 %. Dies wurde anfangs extra ausgeschildert. 2024 beschäftigte McDonald’s Österreich mit 200 Filialen ca. 9.600 Mitarbeiter.
Der umgangssprachliche Name „Mäcci“ für McDonald’s wird mittlerweile auch vom Unternehmen selbst für Werbekampagnen u. Ä. verwendet.

### Russland
Die erste Filiale Russlands wurde noch zu Zeiten der Sowjetunion am 31. Januar 1990 am Moskauer Puschkin-Platz eröffnet. Dies war zur Zeit der Eröffnung das größte McDonald’s-Restaurant der Welt und war mit über 20 Kassen (2006) immer noch das größte Europas. Im Juli 2012 gab es in Russland 319 Filialen.
Im Jahr 2022 wurden als Reaktion auf den russischen Überfall auf die Ukraine sämtliche Filialen in Russland auf unbestimmte Zeit geschlossen. Auf der im Jahr 2014 annektierten Halbinsel Krim waren die Restaurants bereits zum damaligen Zeitpunkt geschlossen worden. Im Mai 2022 kündigte der Konzern an, Russland verlassen zu wollen. Für die etwa 850 Zweigstellen mit den etwa 62.000 Beschäftigten wurde ein russischer Käufer gesucht. Die Kosten für den Rückzug schätzte das Unternehmen auf 1,2–1,4 Milliarden US-Dollar. Die lokalen Rechte an Marke und Doppelbogenlogo wollte das Unternehmen nicht veräußern. Am 12. Juni wurden die ehemaligen McDonald’s-Filialen in Moskau unter dem Namen Wkusno i totschka (russisch Вкусно и точка, wörtlich auf Deutsch „Lecker und Punkt“) mit einem neuen Logo und einer geringfügig veränderten Speisekarte wiedereröffnet. Betreiber ist Alexander Gowor, der zuvor McDonald’s-Filialen in Sibirien geleitet hatte und der die verbleibenden 850 Zweigstellen ebenfalls aufkaufen und innerhalb von zwei Monaten wiedereröffen will. McDonald’s hat die Option, innerhalb von 15 Jahren die Restaurants wieder zurückzukaufen.

### Schweiz und Liechtenstein

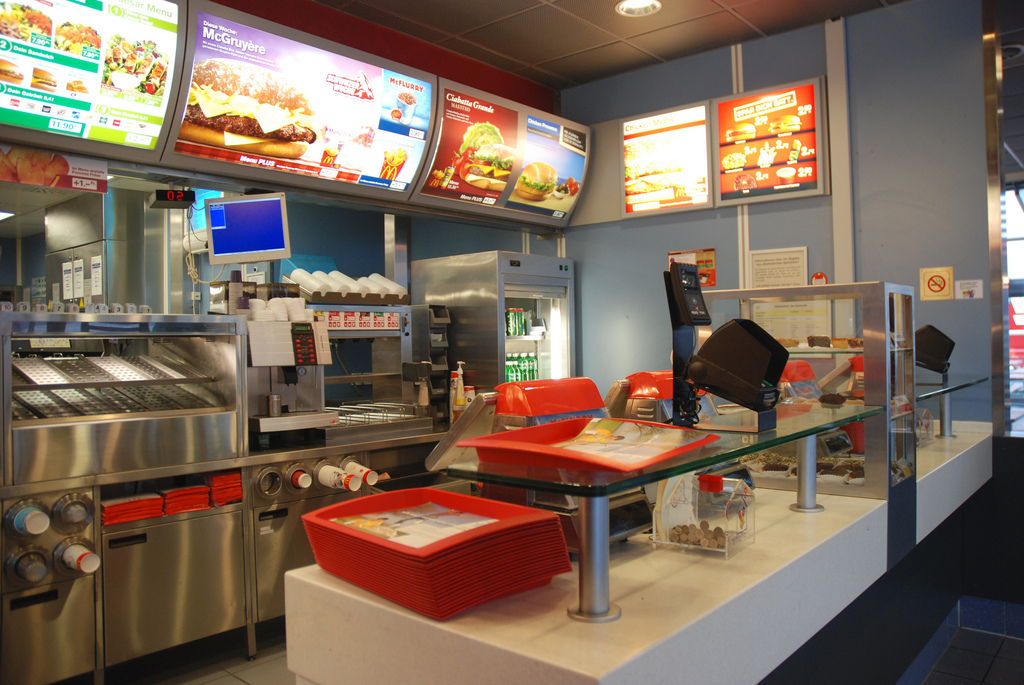
Ladentheke eines McDonald’s-Restaurants in Winterthur-Grüze (2008)

McDonald’s ist die größte Gastrogruppe in der Schweiz, gemessen am Umsatz innerhalb der Schweiz. Die erste Filiale wurde 1976 in Genf eröffnet. Ursprünglich sollte das erste Restaurant an der Bahnhofstrasse in Zürich eröffnet werden, aufgrund von Protesten in der Stadtbevölkerung entschied sich der Konzern zunächst für Genf. 1979 wurde am Barfüsserplatz in Basel die erste Filiale in der Deutschschweiz eröffnet. Erst 1981 öffnete eine Filiale in Zürich, welche 1982 bei einem Brandanschlag komplett zerstört wurde. In den 1990er-Jahren wurden jährlich zehn Filialen eröffnet, die zwanzigste 1991 in Schaffhausen. Seit 1993 ist McDonald’s im Kanton Tessin tätig. Die einzige Filiale in Liechtenstein befindet sich seit 2022 in Vaduz, nachdem 26 Jahre lang Triesen der einzige Liechtensteiner Standort war. In der Schweiz gab es 2023 178 Restaurants.
Seit 1976 ist Frigemo exklusiver Pommes-frites-Lieferant von McDonald’s Schweiz und Bell ist für die Rindfleisch-Patties zuständig. Rund 12 % des Rindfleisches wird aus Österreich importiert. 2017 wurden 85,2 Tonnen Speck aus Deutschland verbraten. Dieser wird künftig von der Ospelt-Gruppe geliefert. Die Pouletbrüste, die Ospelt für McDonald’s Schweiz verarbeitet, werden aus der Bretagne und aus Ungarn importiert. Der Cheddar-Käse kommt aus dem Allgäu.

### Serbien
In Serbien (damals noch Teil Jugoslawiens) wurde die erste Filiale am 24. März 1988 am Belgrader Slavijaplatz eröffnet. Zugleich war dies das erste Restaurant von McDonald’s in Südosteuropa. 2023 gab es in Serbien 32 Restaurants.

### Ukraine
Das erste McDonald’s-Restaurant in der Ukraine wurde am 24. Mai 1997 in Kiew in der Nähe der U-Bahn-Station Lukyanivka eröffnet. Anfang 2007 hatte die Kette 56 Restaurants (davon 22 in Kiew). 2021 gab es bereits 109 Filialen. Nach dem Beginn des russischen Angriffs im Februar 2022 schloss McDonald’s sofort alle seine Restaurants in der Ukraine. Gleichzeitig unterstützte das Unternehmen seine Mitarbeiter weiterhin und zahlte ihnen Löhne. Im Oktober 2022 öffneten in Kiew zehn Filialen wieder ihre Pforten, nachdem sie wegen des russischen Angriffskriegs sieben Monate geschlossen waren. Auch im Westen des Landes sollen die wegen des Kriegs vorübergehend geschlossenen Filialen wiedereröffnet werden. Es solle ein Sicherheitsprotokoll geben, u. a. werde eine Filiale während eines Fliegeralarms geschlossen, damit Kunden und Mitarbeiter sich in eine Notunterkunft begeben könnten; offene und bereits bezahlte Bestellungen sollten vor Abschaltung der Geräte schnell fertiggestellt werden. Die schrittweise des Betriebs der Kette dauerte mehrere Monate, und Ende Dezember 2022 gab es in der Ukraine 64 McDonald’s-Restaurants.

### Vereinigtes Königreich

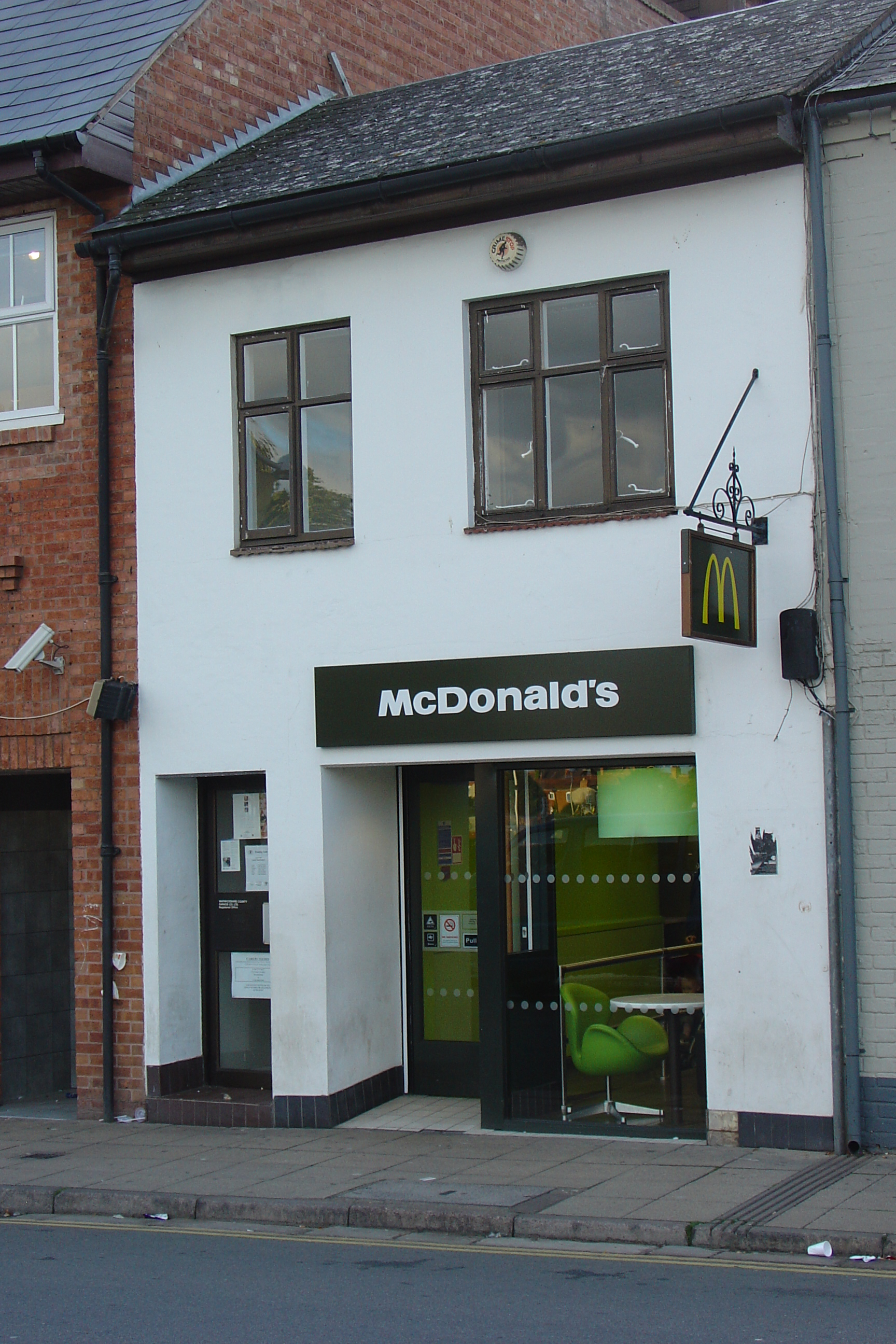
McDonald’s in Stratford-upon-Avon

Im Vereinigten Königreich eröffnete das erste McDonald’s-Restaurant im Oktober 1974 in Woolwich, London. Im Jahr 2012 gab es 2600 Restaurants,  bis 2024 sank diese Zahl auf 1.450.

### Ungarn
In Ungarn öffnete Ende Mai 1988 in Budapest die erste Filiale ihre Pforten, welche damals auch die erste im sogenannten Ostblock war.
Bis 2023 wurde ein Netz von insgesamt 112 Filialen aufgebaut. Das Unternehmen beschäftigt in Ungarn etwa 7.900 Mitarbeiter, 50 % davon sind Studenten. Das Restaurant im Budapester Westbahnhof wurde in das vorhandene Industriedesign Gustave Eiffels eingefügt.

### Israel
Aufgrund des Israel-Boykotts der Arabischen Liga wurde die erste Niederlassung von McDonald’s in Israel erst 1993 in Ramat Gan eröffnet. McDonald’s betreibt mehrere koschere und nicht-koschere Restaurants. In beiden Restauranttypen wird koscheres Rindfleisch verwendet. Der Unterschied in den nicht-koscheren Restaurants ist, dass jene am Sabbat und an jüdischen Feiertagen geöffnet sind und dass zusätzlich zum Fleisch auch Milchprodukte angeboten werden. Zu Pessach gibt es in den meisten Filialen nur spezielles ungesäuertes Burgerbrot. Die größte Burger-Restaurantkette nach McDonald’s ist hier Burgeranch. Burger King hatte sich 2010 aus dem Land zurückgezogen und wurde 2016 wieder aktiv. Ein ehemaliger Konkurrent war die 2003 aufgelöste israelische Kette MacDavid.

### Uruguay
- siehe auch Edificio McDonald’s, Montevideo

## Filialtypen und Vertriebsschienen

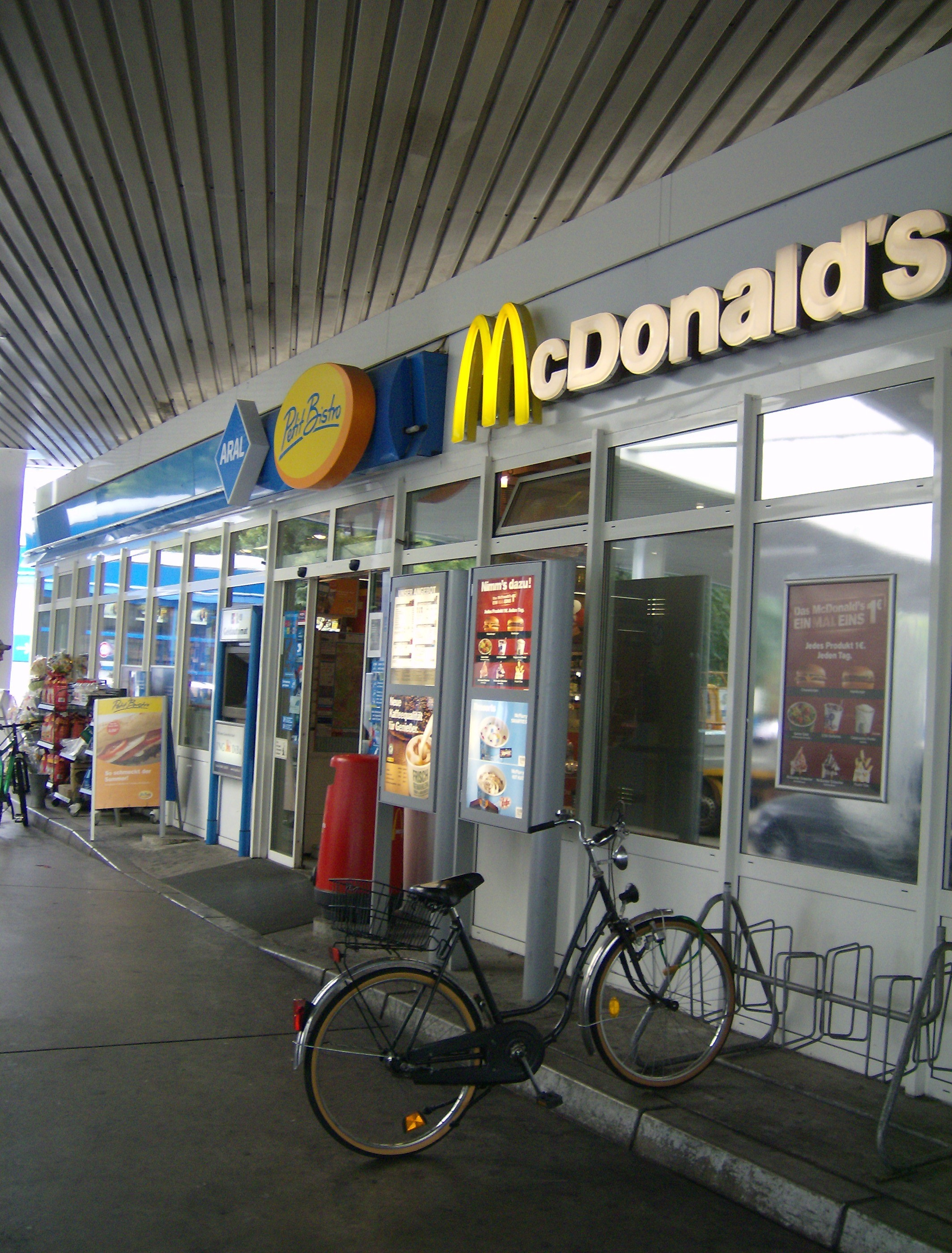
Angebundene Filiale in Darmstadt

### Herkömmliche Filialen
McDonald’s unterscheidet vier Hauptvarianten:
- In-Store: in bereits existierenden Gebäuden in Innenstädten, Einkaufszentren oder Bahnhöfen angesiedelte Restaurants.
- Freestander: Restaurants in zu diesem Zweck errichteten, standardisierten Neubauten am Stadtrand oder in Autobahnnähe und an Hauptverkehrsstraßen. Wo immer möglich, werden diese mit einem McDrive, d. h. einem zusätzlichen Autoschalter, und einem Werbeturm (Pylon) versehen.
- Satellites: sehr kleine Filialen ohne Sitzmöglichkeiten und mit eingeschränktem Produktangebot, logistisch stets an ein größeres McDonald’s-Restaurant angebunden. Die ursprünglich verwendete Bezeichnung McExpress wird in Deutschland in der Regel nicht mehr verwendet.
- Angebundene Filialen: sehr kleine, aber dennoch mit Sitzplätzen ausgestattete Restaurants. Meist sind sie an eine Tankstelle oder eine Autobahnraststätte angebunden. Die erste Filiale dieser Art steht in Darmstadt. Die Produktpalette ist eingeschränkt.

Einen als McWalk oder McStop bezeichneten zusätzlichen Fußgängerschalter findet man an einzelnen Filialen in Stadtzentren (In-Stores), d. h. zumeist in Fußgängerzonen. Ein McWalk findet sich in Hamburg (ZOB), in Hannover (Bahnhofstraße), in Flensburg und im Bavaria Filmpark München.
In Duisburg, Köln und Frankfurt am Main gab es in den neunziger Jahren eine Kooperation mit C&A, in dessen Kaufhäusern kleinere Restaurants mit dem Namen „McDonald’s Express“ und eingeschränktem Produktangebot eröffneten.
Das weltweit kleinste McDonald’s-Restaurant (mit einer Fläche von lediglich knapp 46 m²) befindet sich in Tokio, Japan, das größte war das für die Olympischen Spiele 2012 in London gebaute Restaurant im Olympiapark. Das nördlichste Restaurant liegt seit März 2024 in Tromsø, Norwegen, das südlichste in Invercargill, Neuseeland. Fast 400 Meter unter dem Meeresspiegel an der Küste des Toten Meeres in En Bokek, Israel, liegt das am niedrigsten gelegene Restaurant der Kette. Die höchste McDonald’s-Dichte (mit einem Filialenabstand von etwa 400 Metern) findet man im Stadtteil Manhattan in New York.

### McDrive

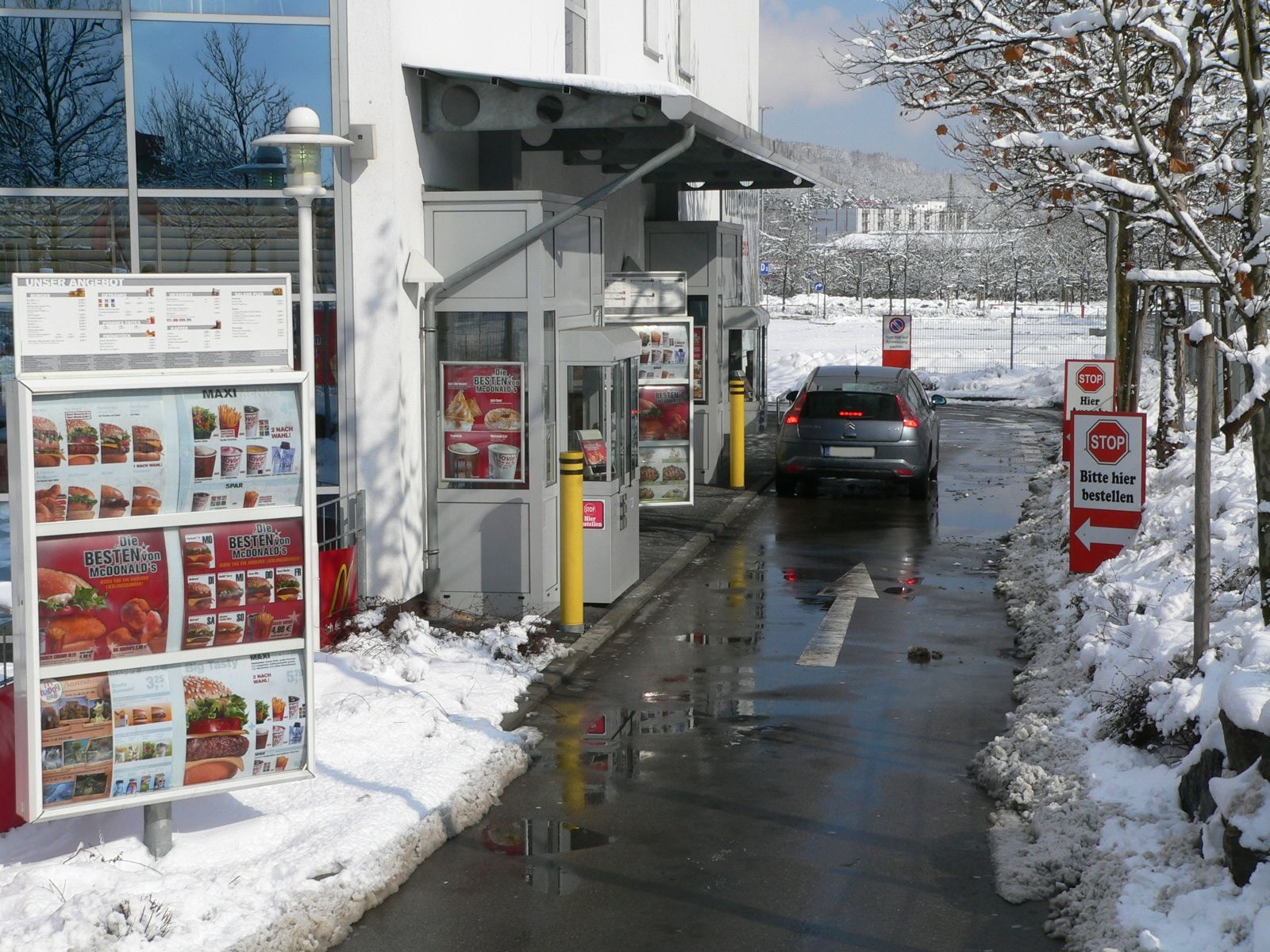
McDrive in Sindelfingen

Der erste McDrive, ein Drive-in-Restaurant einer McDonald’s-Filiale, wurde im Jahre 1975 in der Stadt Sierra Vista, Arizona, eingeführt. In Deutschland entstand die entsprechende erste Autospur erst Anfang der 1980er-Jahre (in Ludwigsburg).
Die Bezeichnungen McDrive oder Drive-in stammen nicht von den US-Filialen, dort heißt es drive-thru (drive-through). Für die Bezeichnung McDrive entschied man sich aufgrund der leichteren Aussprache für deutschsprachige Menschen im Vergleich zum englischen „th“. Das erste Schweizer Drive-in entstand 1990 in Wil SG.

### McCafé

Das Logo von McCafé

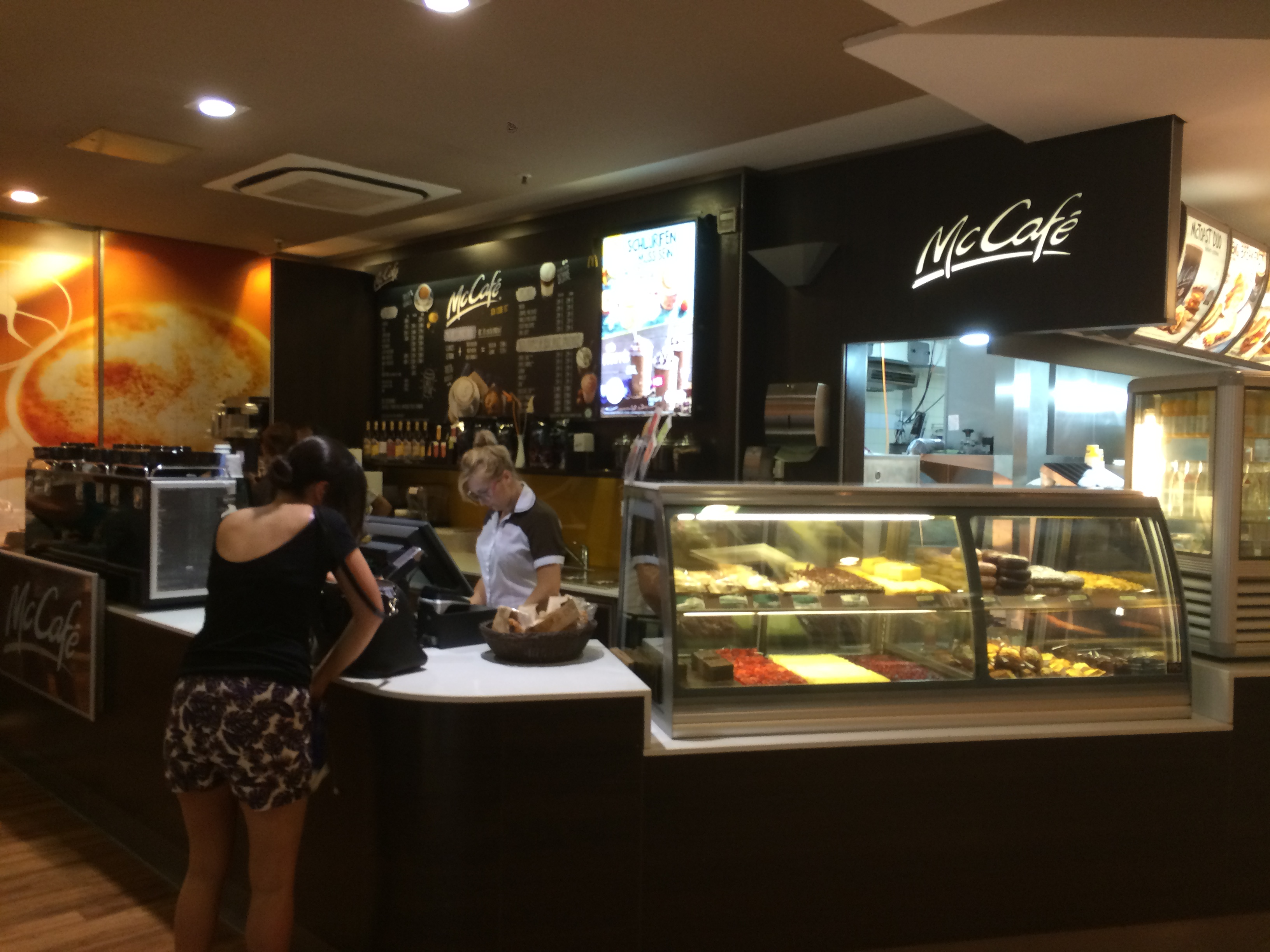
McCafé

Das erste McCafé wurde 1993 in Australien eröffnet, das erste offizielle McCafé in Deutschland eröffnete erst 2003 in Köln. Erst gab es McCafés zumeist an Flughäfen, Bahnhöfen und in Großstädten, allerdings nur als „Shop im Shop“, das heißt, sie befinden sich in einem McDonald’s-Restaurant. Zuvor hatte der größte süddeutsche Franchisenehmer Michael Heinritzi bereits im Jahre 2000 ein eigenes McCafé-Konzept in seinem Restaurant auf dem Irschenberg (an der Autobahn) eröffnet. Ende 2004 ernannte die Zentrale in München Braunschweig (vier McCafés) und Helmstedt zu Testmärkten.
Bis Ende 2005 wurden in Deutschland insgesamt 54 McCafés eröffnet. Im Laufe des Jahres 2008 wurde die 500. deutsche McCafé-Filiale eröffnet. Bis Mitte 2013 ist die Anzahl der deutschen McCafés auf 817 gestiegen. In Österreich gab es Ende 2011 143 McCafé-Filialen. In der Schweiz wurden bis Februar 2012 27 McCafés eröffnet.
2012 verkaufte McDonald’s in seinen McCafés in Deutschland und Österreich Bubble Tea.

### Bonusprogramm „MyMcDonald’s“
Im September 2021 startete McDonald’s in Deutschland mit dem Bonusprogramm „MyMcDonald’s Rewards“. Als Kunde erhält man durch Vorzeigen eines durch die App individuell generierten QR-Codes pro ausgegebenem Euro 10 MyMcDonald’s-Punkte gutgeschrieben. Die gesammelten Punkte können gegen Produkte von McDonald’s eingetauscht werden.

### Weitere Vertriebsformen
Weitere Versuche, neue Vertriebsformen zu erschließen, waren z. B. in der Schweiz und Deutschland der McTrain, ein Speisewagen von McDonald’s für die SBB beziehungsweise die DB. In den frühen 1990er-Jahren wurden zwei Speisewagen, bezeichnet als WR 50 85 88-75 751-0 und WR 50 85 88-75 752-8, auf InterCity-Strecken wie Genf–Brig und Genf–Basel eingesetzt, um Passagieren McDonald’s-Produkte während der Fahrt anzubieten. Dieses Konzept wurde Ende der 1990er-Jahre eingestellt, und die Wagen wurden später für andere Zwecke genutzt, darunter der Einsatz als Coop Railshop.
Weitere Experimente waren das McPlane, ein von Hotelplan bei Crossair gechartertes Flugzeug (McDonnell Douglas MD-83) mit McDonald’s-Angeboten, wiederum in der Schweiz der McBus sowie, als Privatprojekt des damaligen schweizerischen Franchisenehmers, 2001–2003 zwei Golden Arch Hotels in der Schweiz. Auch auf der Autoschnellfähre Stena Explorer, die zwischen dem britischen Holyhead und dem irischen Dún Laoghaire verkehrt, wurde eine McDonald’s-Filiale betrieben, die mittlerweile jedoch an den Konkurrenten Burger King übergegangen ist. Im niedersächsischen Osnabrück testet McDonald’s außerdem derzeit ein Lieferservicemodell namens McHome, in Anlehnung an den bereits etablierten Lieferservice des Hauptkonkurrenten Burger King. 2017 wurde McDelivery in Zusammenarbeit mit UberEATS lanciert und steht mit Stand Januar 2019 u. a. in den USA, Deutschland (mit Lieferando.de), Großbritannien und der Schweiz zur Verfügung.

## Gesellschaftliche Bedeutung
Name und Logo von McDonald’s gehören zu den bekanntesten Symbolen weltweit, die internationale Verbreitung der Kette und ihres Geschäftsmodells gab Anlass zu verschiedenen Begriffsbildungen. Der Big-Mac-Index vergleicht die Preise des international verbreiteten Produkts der Kette in verschiedenen Ländern und ermöglicht einen sehr einfach strukturierten globalen Kaufkraftvergleich. Als McDonaldisierung bezeichnet der amerikanische Soziologe George Ritzer in einer Theorie aus dem Jahr 1993 die Anwendung verschiedener Aspekte von Fastfood-Restaurants wie des zugrundeliegenden Management- und Rationalisierungsmodells in anderen Gesellschaftsbereichen. Als McJob werden wenig dauerhafte und schlecht bezahlte Arbeitsplätze bezeichnet und kritisiert.
Mit Bezug auf Richard Cobden bezeichnete Thomas Friedman das Logo von McDonald’s als Symbol einer zunehmend friedlicheren, durch starke Handelsbeziehungen verflochtenen Welt und spitzte dies 1999 in seiner humorigen These von den Goldenen Bögen der Konfliktprävention zu. Es sei extrem unwahrscheinlich, dass zwei Staaten, in denen die amerikanische Fastfood-Kette Restaurants betreibe, Krieg gegeneinander führten. Ein bekanntes Gegenbeispiel ist allerdings der im gleichen Jahr begonnene Kosovokrieg. Naomi Kleins 2000 erschienenes Buch No Logo hingegen kritisiert die weltweite Verbreitung der Kette sowie das intensive Marketing von McDonald’s und anderen international tätigen Unternehmen vor allem bei Jugendlichen und Kindern als Ausdruck und Ursache eines „Markenwahns“ auf Kosten lokaler Produktion und Handelsbeziehungen.
Nach Eric Schlosser war der Erfolg von McDonald’s in der Entstehungszeit der Kette insbesondere durch die im Vergleich zu klassisch US-amerikanischen Diners vermehrte Familientauglichkeit des Restaurants bedingt. Viele Diners und Hamburger-Restaurants zogen mit lauter Musik und attraktiven weiblichen Bedienungen vor allem männliche Jugendliche an. McDonald’s war hingegen auf im puritanischen Sinne „moralisch saubere“ Angebote für die ganze Familie bedacht. McDonald’s kam dabei auch Unterstützung durch Öffentlichkeit und Presse zugute.
Schlossers ansonsten sehr kritischem Buch zufolge ist heute McDonald’s der größte private Anbieter von Spielplätzen in den USA und sein Logo sowie die hauseigene Identifikationsfigur Ronald McDonald bei US-amerikanischen Kindern fast so bekannt wie der Weihnachtsmann. Eine Charity-Organisation von McDonald’s in Deutschland, die McDonald’s Kinderhilfe-Stiftung, baut und betreibt sogenannte Ronald-McDonald-Häuser im Umfeld von überregional wichtigen Kinderkliniken zur gemeinsamen Unterbringung von Familien während der Behandlung schwer kranker Kinder.
Im Rahmen des McLibel-Falls, einer langjährigen Verleumdungsklage in Großbritannien wegen eines McDonald’s-kritischen Flugblatts, wurden Geschäftspraktiken und Umgang des Unternehmens mit Kritikern wie auch die britische Verleumdungsrechtsprechung heftig kritisiert. International bekannt wurde ebenfalls der Fall Stella Liebeck. McDonald’s wurde zu über einer halben Million US-Dollar Schmerzensgeld und Strafschadensersatz verurteilt, nachdem eine Frau durch im Auto verschütteten Kaffee Verbrühungen erlitten hatte. Der Fall führte zur Widmung des Stella Awards, der für übertriebene oder kuriose Schadenersatzklagen und Gerichtsurteile verliehen wird.
Am 18. Juli 1984 betrat der 41-jährige geistig gestörte US-Amerikaner James Huberty mit mehreren Schusswaffen eine McDonald’s-Filiale in San Ysidro, einem Stadtteil von San Diego/Kalifornien, tötete 21 Menschen und verletzte 19 weitere, ehe er selbst von der Polizei erschossen wurde. Dieser Amoklauf ging als das McDonald’s-Massaker in die Kriminalgeschichte ein. Die Filiale wurde nach dem blutigen Ereignis abgerissen. 1985 wurde der Amoklauf von Regisseur Mark Gilhuis unter dem Titel Bloody Wednesday verfilmt. Die Death-Metal-Band Macabre schrieb mit McMassacre einen Song über das Ereignis.
Aufgebrachte Bauern unter der Führung des Schafzüchters José Bové verwüsteten am 12. August 1999 den Rohbau einer McDonald’s-Filiale in der südfranzösischen Stadt Millau. Sie protestierten damit gegen Strafzölle auf französische Produkte wie Roquefortkäse, die die USA als „Vergeltungsmaßnahme“ einführten, als die Europäische Union sich ihrerseits zuvor dem Import von gentechnisch veränderten Nahrungsmitteln aus den USA verweigert hatte. Bové wurde als Anstifter dieser Aktion im Jahr 2000 zu drei Monaten Gefängnis verurteilt.
McDonald’s vertreibt durch die Spielzeugbeigabe in seinen Happy Meals weltweit die meisten Kinderspielsachen. Die Beigabe dieser Spielsachen führt angeblich dazu, dass die Kinder mehr essen. Im November 2010 beschloss der Stadtrat von San Francisco, dass die Abgabe von Gratisspielzeug zu Kindermenüs ab Dezember 2011 verboten ist. McDonald’s umgeht das Verbot, indem es das Spielzeug für zehn Cent verkauft.
Aufgrund der Vermüllung (englisch littering) durch achtlos weggeworfenen Verpackungsmüll der Kunden, beispielsweise auf umliegenden Parkplätzen, Wegen oder Grünanlagen, hat McDonalds verschiedene Initiativen wie „Anti-Littering“ oder „Gib Müll eine Abfuhr“ gestartet.

## Kritik
Als Marktführer steht McDonald’s häufig stellvertretend für Fast Food und Systemgastronomie im Allgemeinen. Die Kritik bezieht sich zumeist auf Umweltschutz, Qualität und gesundheitliche Aspekte des Essens, Hygiene und Arbeitsbedingungen (McJobs). Öffentliche Aufmerksamkeit erlangten u. a. folgende Aktionen und Berichte:

### Umweltzerstörung
Die Umweltschutzorganisation Greenpeace warf McDonald’s in ihrem Bericht Eating up the Amazon von 2006 vor, für den Rückgang des brasilianischen Regenwaldes mitverantwortlich zu sein. Greenpeace sieht einen Zusammenhang zwischen dem Konsum von Fleisch und dem Sojabohnenanbau auf illegal gerodeten Flächen im Amazonasgebiet. Sojaschrot ist das wichtigste eiweißhaltige Futtermittel in der Tiermast. Deshalb wurde McDonald’s in der Studie beispielhaft auch für andere Restaurants und Supermarktketten genannt.
Weitere Proteste von Greenpeace folgten unter anderem vor McDonald’s-Filialen. Das Greenpeace-Schiff Arctic Sunrise blockierte den Hafen des Hauptsojaexporteurs Cargill in Santarém. Im Anschluss an die Proteste entschied sich McDonald’s, mit Greenpeace zusammenzuarbeiten. In McDonald’s Produktpolitik war der Einkauf von Fleisch aus Amazonasgebiet bereits ausgeschlossen, deshalb einigte man sich in diesem Punkt sehr schnell. Greenpeace und McDonald’s stellten eine Expertengruppe zusammen und besuchten im Januar 2007 Brasilien, um die Problematik zu verhandeln. Cargill, das zuerst kein dringendes Problem in seiner Geschäftspolitik sah, konnte von dem Expertenteam überzeugt werden. Cargill half selbst, die restlichen Sojaexporteure zur Zustimmung zu bewegen. Die Lösung bestand darin, die Bauern zu zwingen, ihre Flächen wieder aufzuforsten. Andernfalls würde ihr Soja nicht gekauft werden.

### Missachtung der Privatsphäre
McDonald’s fordert von potentiellen Franchisenehmern Angaben über nichteheliche Beziehungen, „körperliche Leiden“ sowie über „Datum und Anlass der letzten ärztlichen Untersuchung“.

### Arbeits- und Hygienebedingungen
In seinem Buch Ganz unten kritisierte Günter Wallraff 1985 die damaligen Arbeits- und Hygienebedingungen eines McDonald’s-Restaurants in Deutschland.
In einer Studie der Sozialforschungsstelle Dortmund wird dem Unternehmen vorgeworfen, dass es die Bildung von Betriebsräten an einzelnen Standorten aktiv behindert. Stand 2020 waren 95 % aller McDonald’s-Filialen ohne Betriebsrat. Auf rund 1.500 Restaurants kamen rund 20 Betriebsratsgremien.
Jamie Oliver kritisierte in seiner TV-Sendung Jamie Oliver’s Food Revolution McDonald’s, Taco Bell oder Burger King hätten in den USA Fleischprodukte unter Einsatz von Ammoniumhydroxid (in Wasser gelöstem Ammoniak) behandelt, dessen Siedepunkt unterhalb dem von Wasser liegt, um Salmonellen und E. coli-Bakterien abzutöten. McDonald’s Qualitätsmanager Todd Bacon hatte bereits vor der Sendung Anfang 2011 bekanntgegeben, dieses Produktionsverfahren einzustellen.
Im Jahr 2015 verklagten die drei größten Gewerkschaften Brasiliens McDonald’s und den Franchisenehmer Arcos Dorados wegen systematischer Verletzung von Arbeitnehmerrechten, Ausbeutung und Sozialdumping. Der Senator Paulo Paim (PT) initiierte daraufhin eine Anhörungen im Senat, bei der auch die Abschlüsse von Null-Stunden-Verträgen in Großbritannien und Steuervermeidungen in der EU thematisiert wurden.

### Gentechnik
Im Jahr 2014 beendete McDonald’s europaweit seine Selbstverpflichtung, bei der Hühnermast auf gentechnisch veränderte Futtermittel zu verzichten. Berechnungen von Greenpeace zufolge würde sich ein Chickenburger um weniger als einen Cent verteuern, wenn McDonald’s weiterhin auf gentechnisch veränderte Futtermittel verzichten würde.

### Reserveantibiotika
Nach massiver Kritik hat McDonald’s angekündigt, ab Januar 2018 in Europa nur noch Hähnchen zu verarbeiten, die nicht mit Reserveantibiotika behandelt wurden. So soll verhindert werden, dass durch den Verzehr des Hähnchenfleisches beim Menschen Resistenzen entstehen. Dieser Prozess, der in Deutschland offenbar filialenweise erfolgt, war 2024 noch nicht abgeschlossen.

### Vermeidung von Steuerzahlungen
Das Schwarzbuch Markenfirmen erwähnte McDonald’s. Der internationale Gewerkschaftsbund PSI teilte im Mai 2015 mit, dass McDonald’s durch geschickte Steuerpraktiken zwischen 2009 und 2013 rund 1,8 Milliarden Dollar eingespart haben soll. Der Konzern soll Zahlungen gezielt in Steueroasen geleitet haben, wo das Unternehmen 42 Tochtergesellschaften betreibt – McDonald’s gab für das Jahr 2014 11 Tochtergesellschaften an. Einnahmen aus Europa seien häufig nach Luxemburg gegangen, solche aus Australien nach Singapur sowie den USA in Delaware.
Im November 2017 wird McDonald’s in den Veröffentlichungen der Paradise Papers aufgelistet.
2022 zahlte das Unternehmen, nach jahrelange Ermittlungen wegen Steuerbetrugs, 1,25 Milliarden Euro an den französischen Fiskus. McDonald’s Frankreich wurde vorgeworfen,  durch jährliche Zahlung von Lizenzgebühren in Höhe von 75 Millionen Euro an seine europäische Muttergesellschaft in Luxemburg, Steuern  zu sparen.

### Verpackungsmüll
McDonald’s setzt überwiegend Einwegverpackungen ein. Das Gesamt-Verpackungsvolumen in Deutschland belief sich 2019 auf 51.383 Tonnen, davon 36.746 Tonnen Papier, Pappe, Kartonage, 7.138 Tonnen Verbundstoffe, 7.048 Tonnen Kunststoffe, 412 Tonnen Folie, 16 Tonnen Weißblech und 24 Tonnen Aluminium. Als die Stadt Tübingen die Einführung einer Verbrauchssteuer auf Einweg-to-go-Verpackungen plante, versuchte der Konzern diese mit einer Klage zu verhindern und forderte bundeseinheitliche Regelungen für den Kampf gegen Plastikmüll. 2023 wurde McDonald’s von der Deutschen Umwelthilfe der Negativpreis Goldener Geier für seine I am beautiful-Kampagne zuerkannt.
2024, ein Jahr nach Einführung der Mehrwegangebotspflicht für Speisen & Getränke zum mitnehmen, durch das Umweltbundesamt, mahnten Umwelt- und Verbraucherschützer vehement die mangelhafte Umsetzung bei McDonald’s an. Bei Stichproben in den Filialen durch die Deutsche Umwelthilfe wurde eine Umsetzungsquote von weit unter 10 % festgestellt.

## Filme
- McDonald’s: 5 miese Maschen des Fastfood Giganten. (YouTube-Video – 11:27 min.) In: ZDF besseresser. ZDF, Juli 2021.
- Frech frittiert: Mit diesen Tricks haben Pommes von McDonald’s die Welt erobert. (YouTube-Video – 10:33 min.) In: ZDF besseresser. ZDF, Juni 2022.
- Super Size Me von Morgan Spurlock (2004)
- Der McDonald’s Check, WDR
- 15 Dinge, die Sie über McDonald’s wissen müssen, Sat.1
- The Founder (2017)